# Dolores Hidalgo
Dolores Hidalgo, oficialmente llamada Dolores Hidalgo Cuna de la Independencia Nacional, es una ciudad mexicana, cabecera del municipio homónimo, ubicada en el estado de Guanajuato. 
La ciudad es reconocida por decreto, tanto del gobierno local como del federal, como la Cuna de la Independencia Nacional, pues el atrio de su parroquia fue testigo del Grito de Dolores, la convocatoria inicial para tomar las armas en contra del régimen virreinal, proclamada por el entonces párroco local Miguel Hidalgo y Costilla la madrugada del 16 de septiembre de 1810.
Tras la consumación de la Independencia, el pueblo de Dolores fue renombrado como Dolores Hidalgo en honor a Miguel Hidalgo y el 15 de diciembre de 1947 el Congreso del Estado decretó que Dolores Hidalgo pasaría a llamarse Dolores Hidalgo, Cuna de la Independencia Nacional.

## Símbolos

### Escudo
|  | El escudo Escudo de armas de Dolores Hidalgo está blasonado así: Blasón con forma de francesa moderna dividido con dos líneas diagonales formando cuatro cuarteles triangulares y con bordura en oro. De izquierda a derecha iniciando por arriba cada cuartel posee: Hidalgo sosteniendo el Estandarte de Hidalgo (alusión a su segundo nombre), artesano trabajando con cerámica (alusión a su mayor artesanía), un indígena cazador de tórtolas con honda en mano (alusión a su nombre prehispánico) y la Parroquia de Nuestra Señora de los Dolores (alusión a la Independencia nacional). Como cimera dos círculos concéntricos cuyo centro tiene un gorro frigio en gules que emana rayos solares. Como tenantes dos racimos de uvas. El lema de la ciudad en una cinta inferior. |

### Lema
| Dulce et Decorum Est | Acortamiento del lema Dulce et decorum est pro patria mori (del latín: Dulce y decoroso es morir [por la patria]) |

## Geografía
Dolores Hidalgo se ubica en las llanuras del centro-norte del estado de Guanajuato, presenta una orografía llana con lomeríos suaves. La vegetación dominante corresponde a matorrales, pastizales y zonas agrícolas. 
En cuanto a la hidrología destacan el río Batán o río Dolores y el río Laja, los cuales son parte de la región hidrológica Lerma-Santiago. Cerca del pueblo se encuentran dos presas: El Gallinero (Álvaro Obregón) y Peñuelitas.
En la ciudad se encuentra el área natural protegida Megaparque Bicentenario, el cual cuenta con flora nativa de la región, como el árbol de mezquite Prosopis laevigata y diferentes tipos de cactus. El área es hábitat de pequeños mamíferos y aves, entre las que se encuentran algunas especies migratorias.

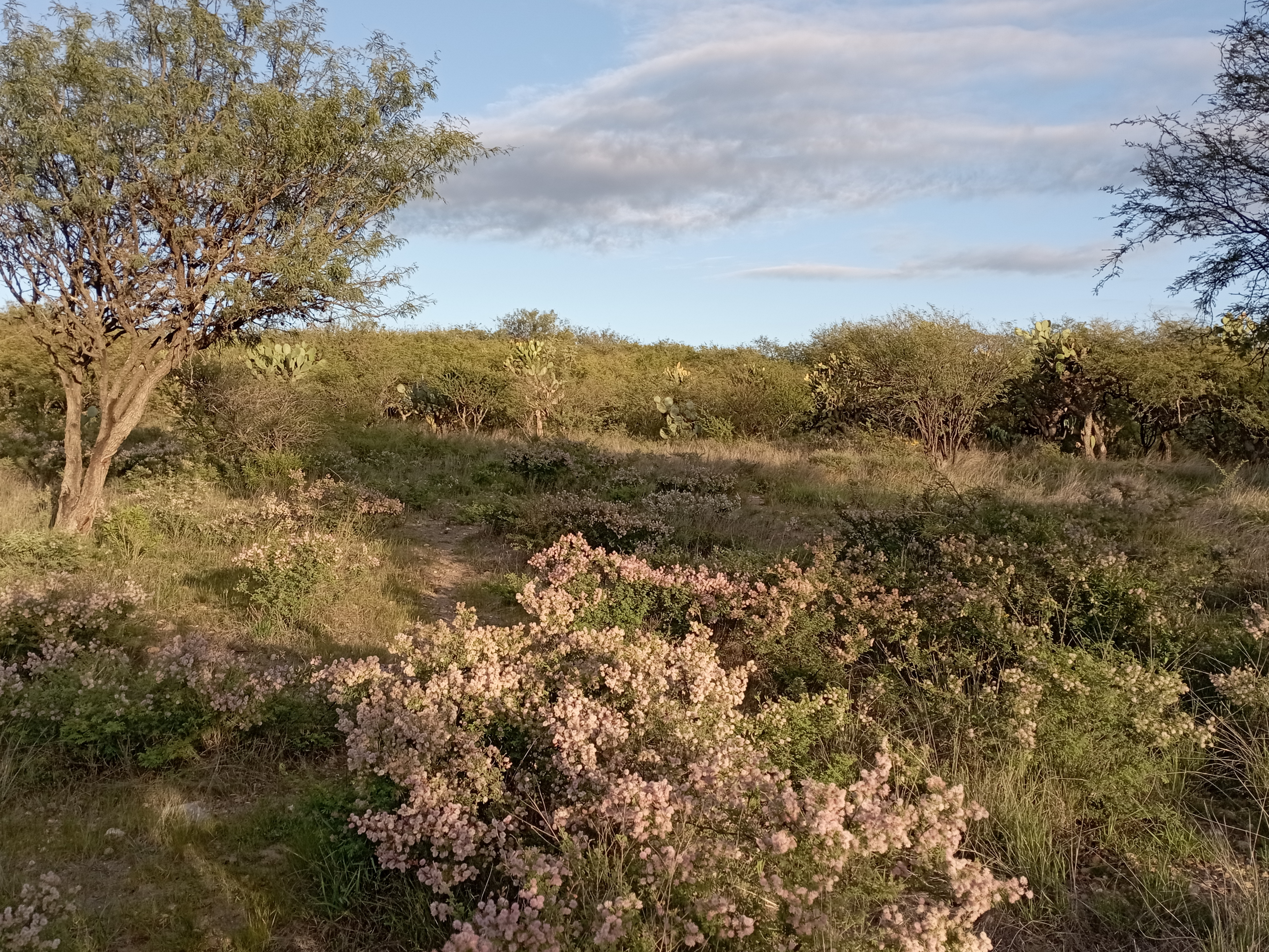
Matorral xerófilo
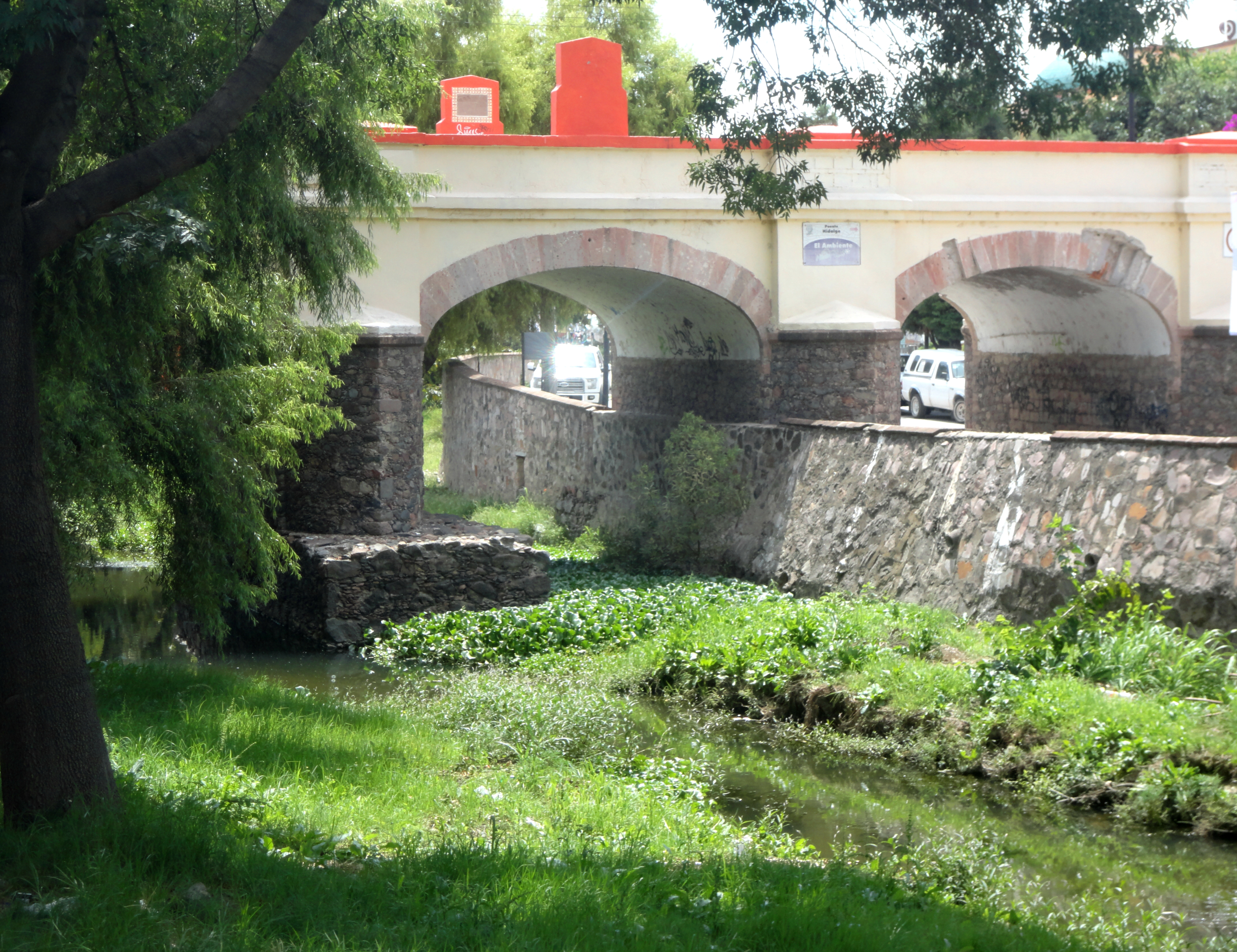
Río Batán
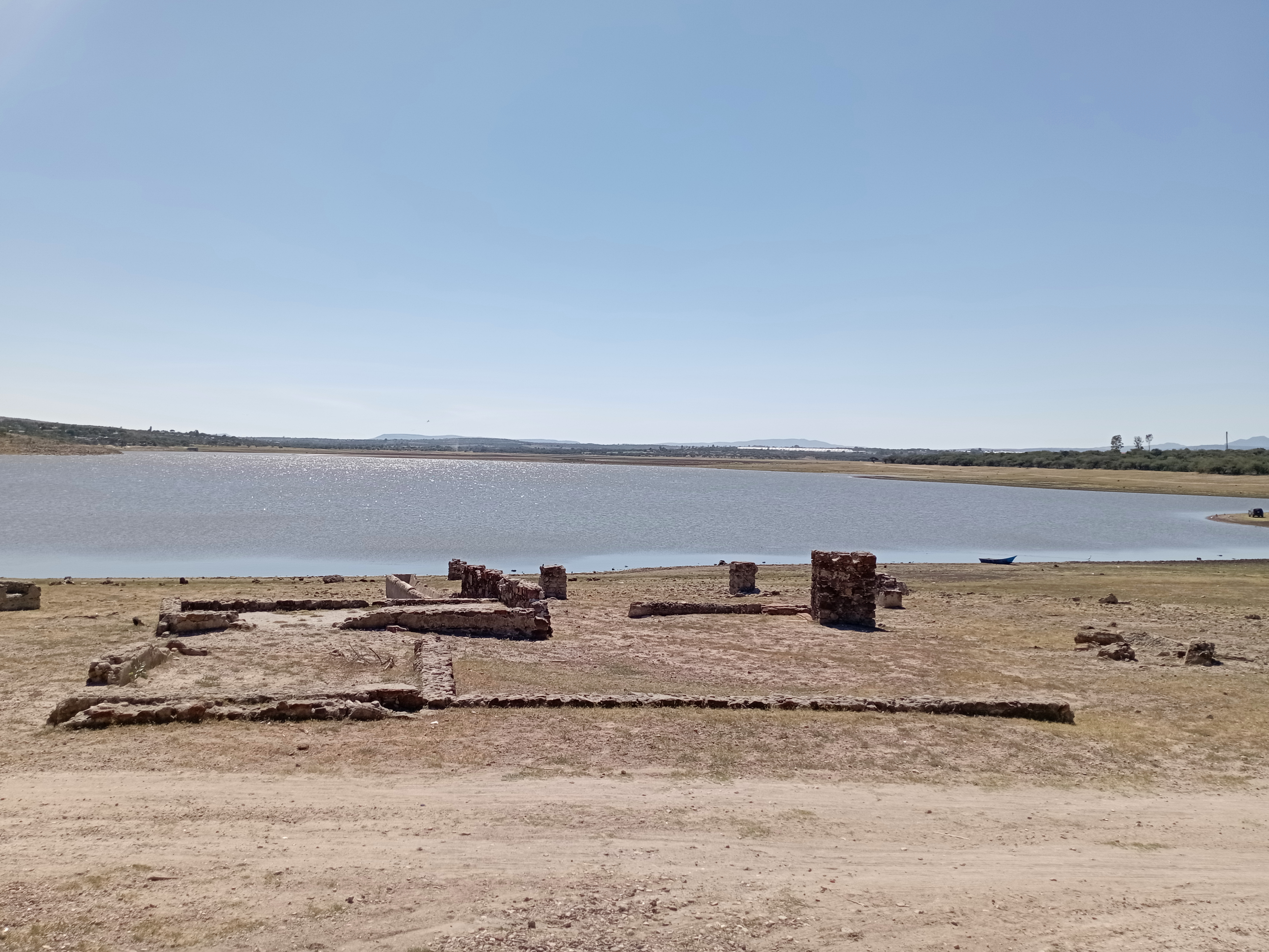
Presa de Peñuelitas
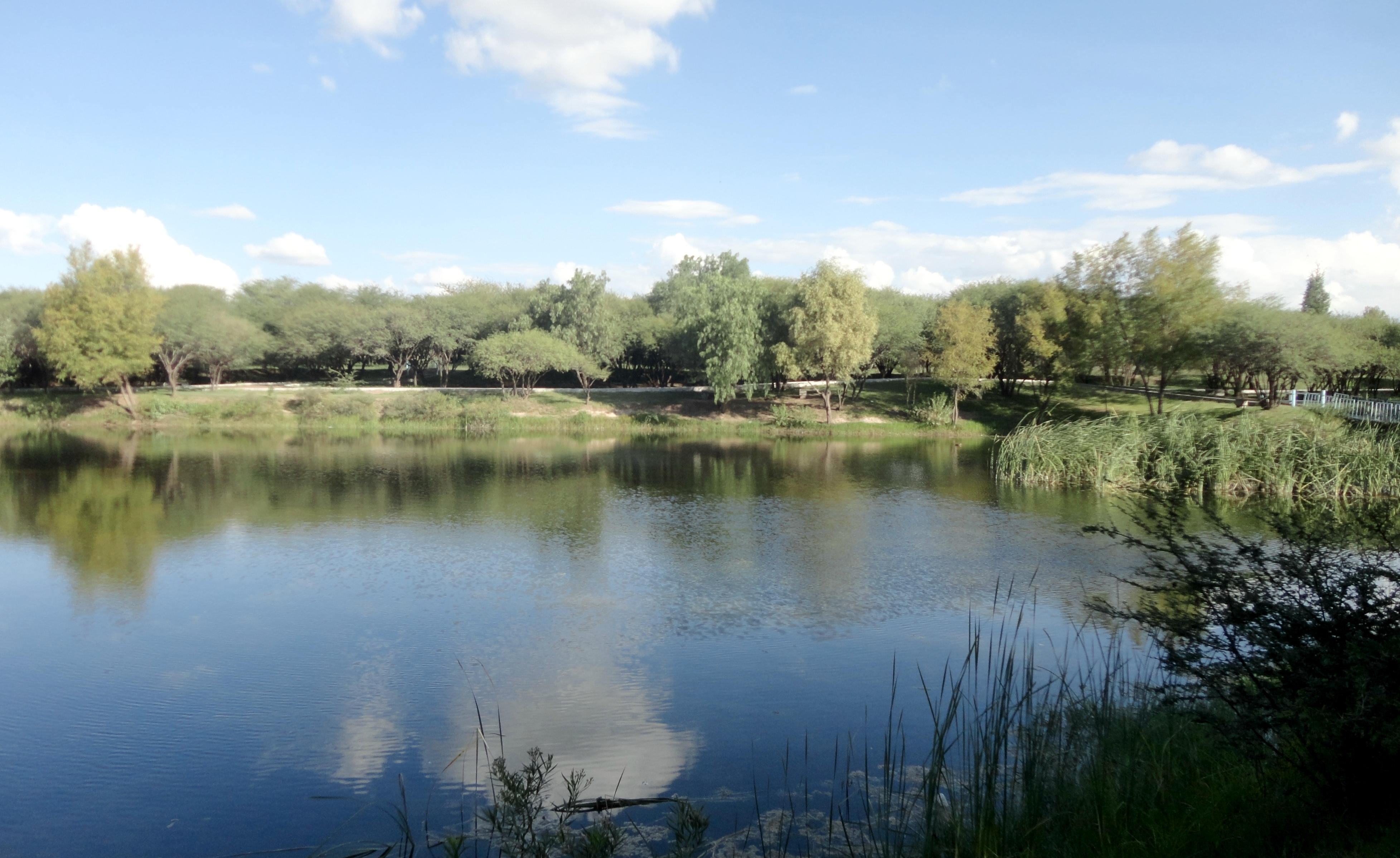
Megaparque
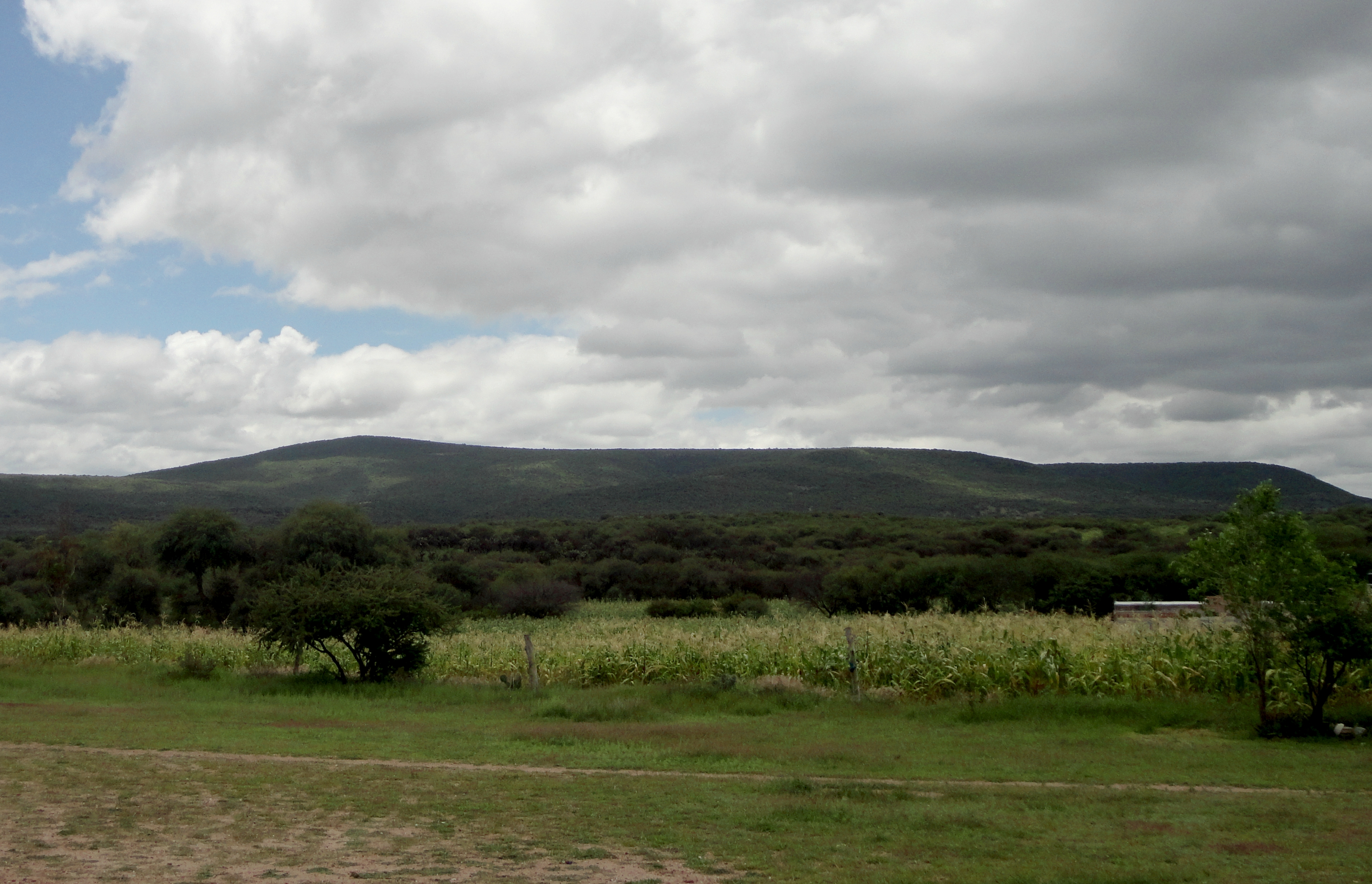
Mesa El Gusano

### Clima
La ciudad presenta un clima semiárido templado con temperatura tipo Ganges. La temperatura máxima media es de 36.5 °C en el verano y mínima de 0.8 °C en el invierno, siendo la temperatura media anual de 14.4 °C.. La precipitación media oscila entre 400 y 500 mm.
| Parámetros climáticos promedio de Dolores Hidalgo | Parámetros climáticos promedio de Dolores Hidalgo | Parámetros climáticos promedio de Dolores Hidalgo | Parámetros climáticos promedio de Dolores Hidalgo | Parámetros climáticos promedio de Dolores Hidalgo | Parámetros climáticos promedio de Dolores Hidalgo | Parámetros climáticos promedio de Dolores Hidalgo | Parámetros climáticos promedio de Dolores Hidalgo | Parámetros climáticos promedio de Dolores Hidalgo | Parámetros climáticos promedio de Dolores Hidalgo | Parámetros climáticos promedio de Dolores Hidalgo | Parámetros climáticos promedio de Dolores Hidalgo | Parámetros climáticos promedio de Dolores Hidalgo | Parámetros climáticos promedio de Dolores Hidalgo |
| Mes                                               | Ene.                                              | Feb.                                              | Mar.                                              | Abr.                                              | May.                                              | Jun.                                              | Jul.                                              | Ago.                                              | Sep.                                              | Oct.                                              | Nov.                                              | Dic.                                              | Anual                                             |
| ------------------------------------------------- | ------------------------------------------------- | ------------------------------------------------- | ------------------------------------------------- | ------------------------------------------------- | ------------------------------------------------- | ------------------------------------------------- | ------------------------------------------------- | ------------------------------------------------- | ------------------------------------------------- | ------------------------------------------------- | ------------------------------------------------- | ------------------------------------------------- | ------------------------------------------------- |
| Temp. máx. abs. (°C)                              | 33.5                                              | 36.0                                              | 40.8                                              | 39.0                                              | 39.0                                              | 39.5                                              | 38.5                                              | 37.5                                              | 35.0                                              | 36.5                                              | 33.0                                              | 33.0                                              | '                                                 |
| Temp. máx. media (°C)                             | 24.0                                              | 25.8                                              | 28.7                                              | 30.4                                              | 31.1                                              | 28.9                                              | 27.2                                              | 27.2                                              | 26.2                                              | 25.7                                              | 25.3                                              | 23.9                                              | 27                                                |
| Temp. media (°C)                                  | 14.0                                              | 15.6                                              | 18.2                                              | 20.3                                              | 21.6                                              | 21.1                                              | 20.1                                              | 20.0                                              | 19.3                                              | 17.7                                              | 15.8                                              | 14.3                                              | 18.2                                              |
| Temp. mín. media (°C)                             | 4.0                                               | 5.3                                               | 7.6                                               | 10.1                                              | 12.1                                              | 13.2                                              | 13.0                                              | 12.9                                              | 12.4                                              | 9.6                                               | 6.3                                               | 4.7                                               | 9.3                                               |
| Temp. mín. abs. (°C)                              | -7.0                                              | -9.5                                              | -4.5                                              | 0.0                                               | 5.5                                               | 2.5                                               | 7.0                                               | 2.0                                               | 1.0                                               | -1.5                                              | -6.5                                              | -8.0                                              | '                                                 |
| Precipitación total (mm)                          | 11.7                                              | 5.3                                               | 6.0                                               | 16.9                                              | 30.0                                              | 73.3                                              | 91.5                                              | 93.9                                              | 80.3                                              | 34.9                                              | 9.9                                               | 6.7                                               | 460.4                                             |
| Fuente: SMN                                       |                                                   |                                                   |                                                   |                                                   |                                                   |                                                   |                                                   |                                                   |                                                   |                                                   |                                                   |                                                   |                                                   |

## Historia

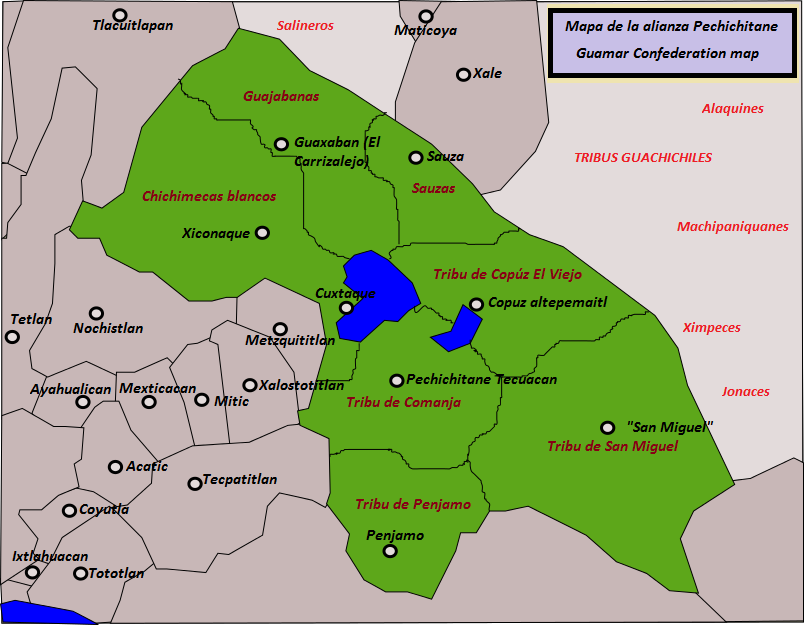
Confederación guamare

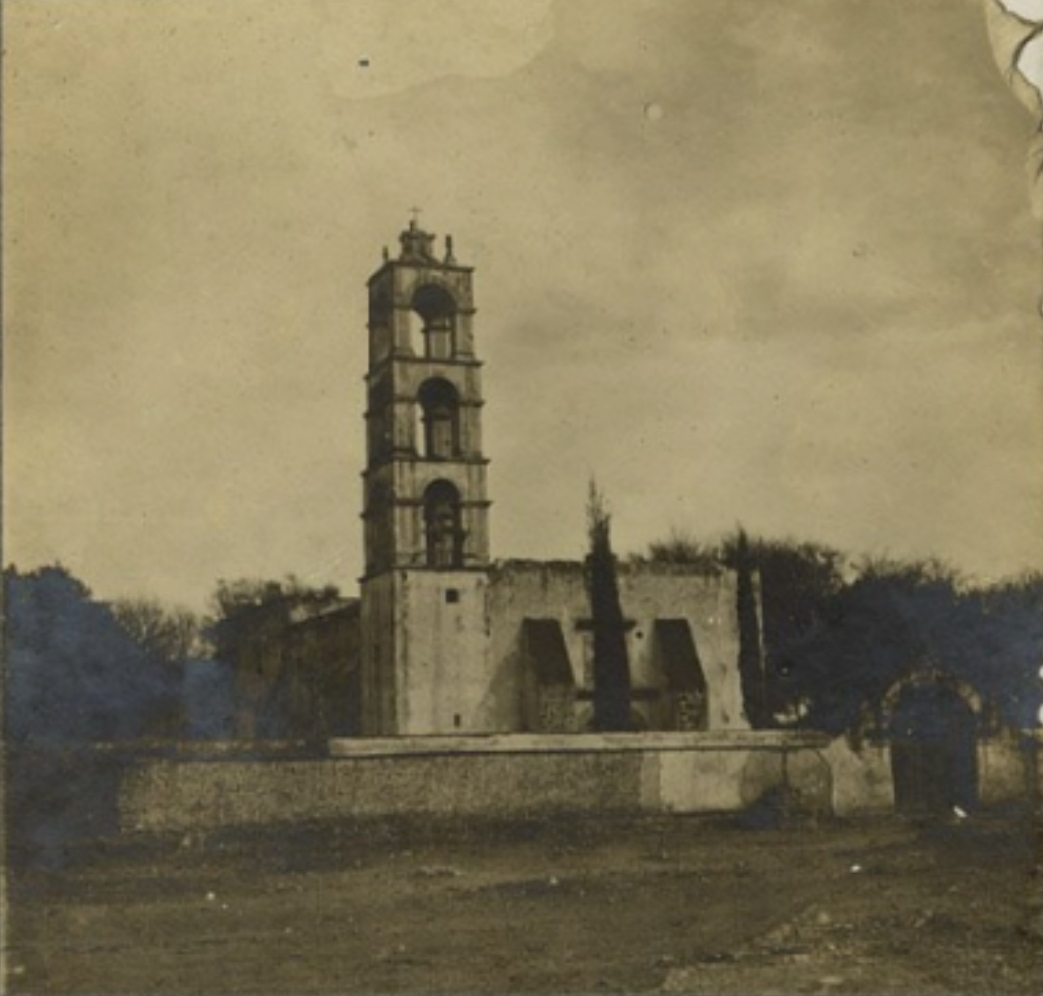
Hacienda de la Erre, establecida en 1534

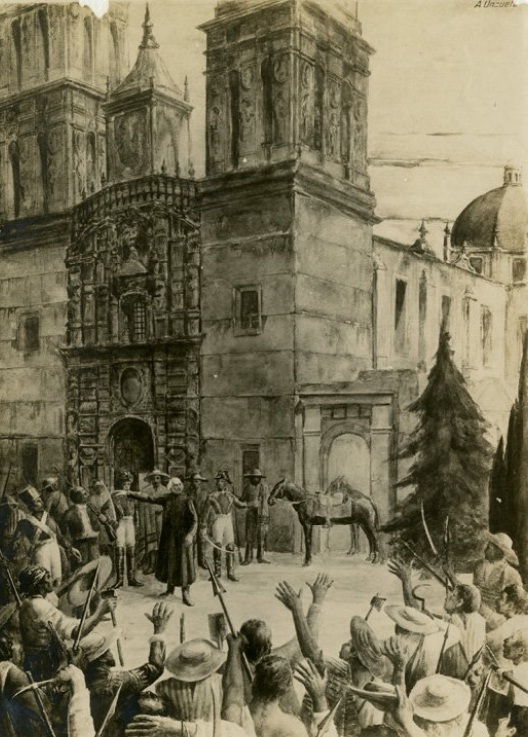
Grito de Dolores, 16 de septiembre de 1810

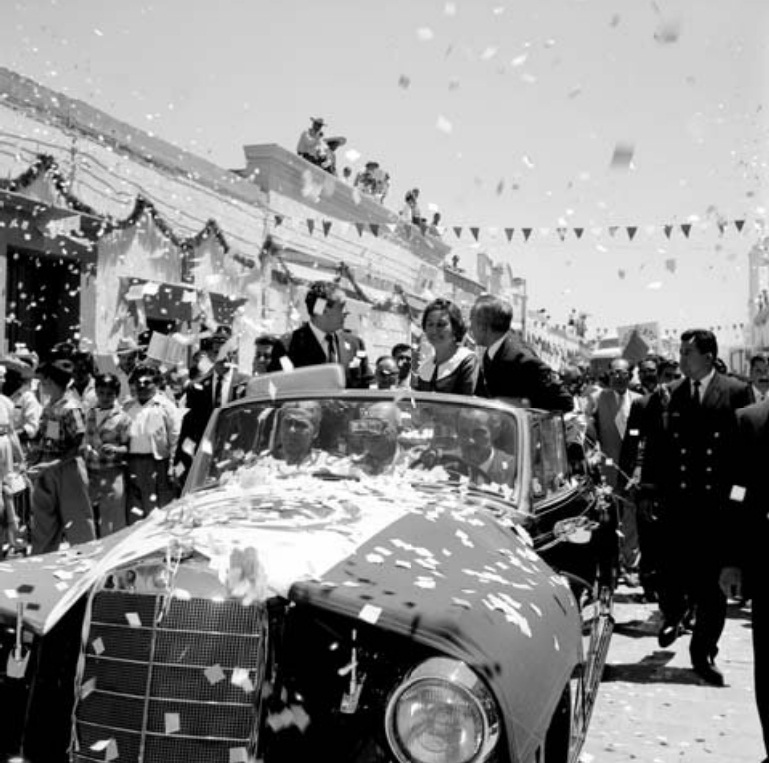
El Presidente Adolfo López Mateos junto a la alcadesa dolorense Virginia Soto, 1960

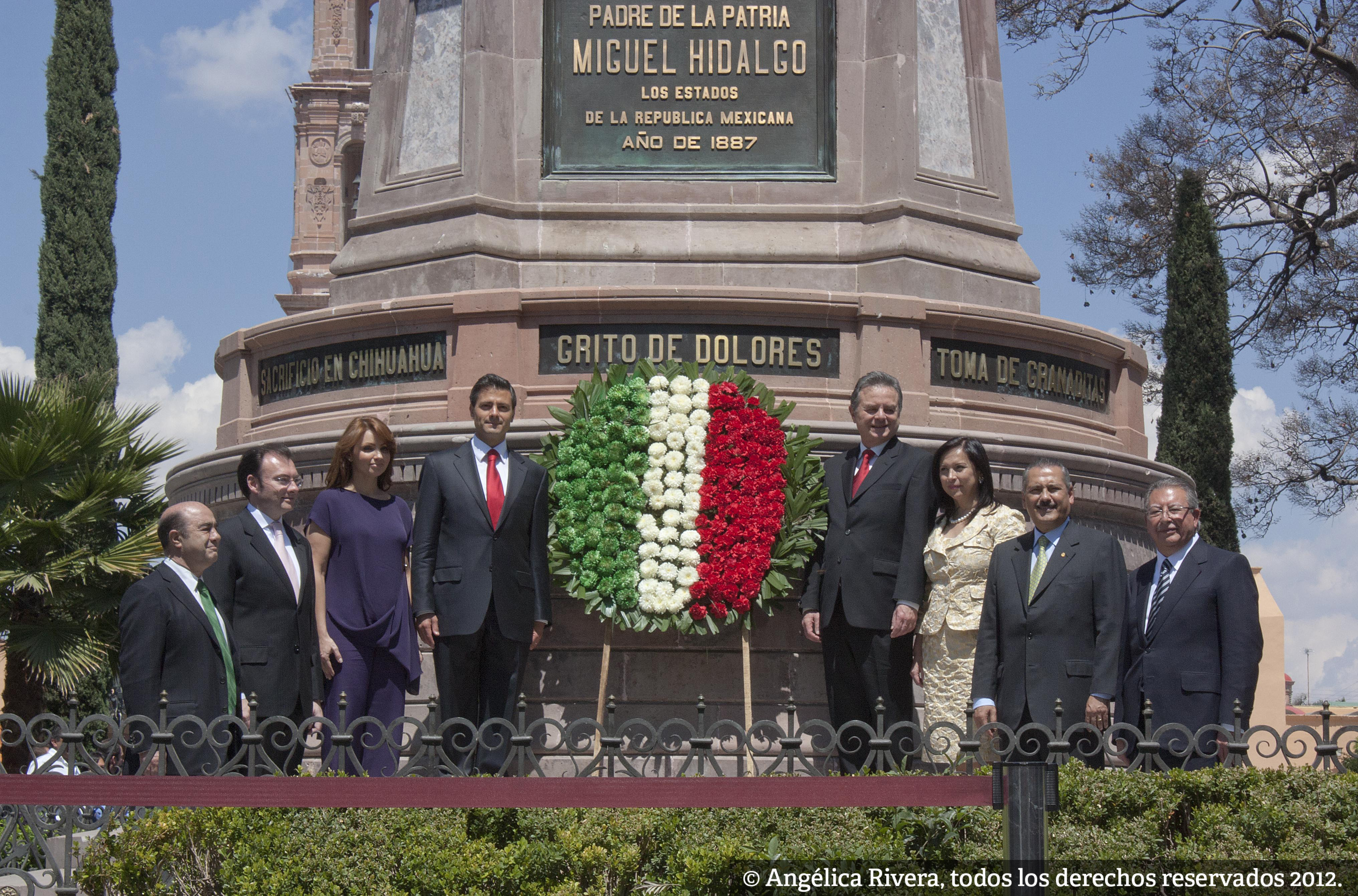
Toma de protesta de Enrique Peña Nieto como candidato presidencial, 2012

### Época prehispánica
La zona formaba parte de la Confederación guamare, una alianza tribal Chichimeca que apareció a finales del período posclásico mesoamericano como respuesta a la prescencia mexica al este y purépecha al sur hacia el año 1400 aproximadamente. La federación se componía de distintas filiaciones étnicas, principalmente de guamares puros, guaxabanes y xiconaques. No existen indicios de asentamientos en el área del pueblo de Dolores, posiblemente era solo un área de paso.

### Época colonial
Fue en esta región donde se asentarían los españoles una vez dominado el territorio durante el siglo XVI.
Las tierras fueron dadas como Merced Real de mano del Virrey Marqués de Montes Claros a Pedro Rodríguez Montero, estableciéndose en 1534 la Hacienda de La Erre, parte de la jurisdicción de la Villa de San Miguel el Grande, para la cría de ganado y caballerías, pasando a ser un asentamiento puramente español. Posteriormente Rodríguez Montero vende las propiedades al doctor Hernán Carrillo Altamirano, abogado de la Real Audiencia de México.
A pocos kilómetros al noroeste de la Hacienda de La Erre se construye en 1559 una pequeña capilla dedicada a una figura de Cristo Crucificado denominado Señor San Salvador Consuelo de los Afligidos en un territorio que parece ser, se le regaló a los  otomies después de la revolución mexicana de 1910, denominado El Llanito, esta capilla aún existe en el poblado de San Antonio del Llanito.
En el año de 1568 el Virrey Martín Enríquez de Almanza erigió la Congregación de Nuestra Señora de los Dolores en un asentamiento completamente español, quedando esta sujeta eclesiástica y civilmente a la Vicaría de Nuestra Señora de la Asunción de la Erre.
En 1610 la población adquiere el rango de ranchería, adoptando el nombre de San Cristóbal, y queda bajo la territorialidad de la hacienda de La Erre, siendo los dueños de los terrenos Agustín Guerrero de Luna y Doña María Teresa de Villaseca. Posteriormente, durante el año de 1643, se eleva a la categoría de congregación, y en el año de 1790 a la de pueblo, con el nombre de Pueblo Nuevo de los Dolores, nombrándose autoridades políticas del pueblo y desligándose de la dependencia que existía con la villa de San Miguel el Grande.
En el año de 1667 se establece en la región la Hacienda de Trancas, usada al principio como fuerte por el gobierno virreinal, posteriormente se transformó en un centro de importante de producción de hortalizas y otros cultivos.
Hacia 1670 y debido a la inaccesibilidad de los feligreses para llegar a la capilla del Señor San Salvador Consuelo de los Afligidos debido a la crecida de los ríos, se construye una segunda capilla en la ribera norte de El Llanito.
El 20 de septiembre de 1710 se traslada la Vicaría de la Hacienda de La Erre hacia la nueva Congregación de Nuestra Señora de los Dolores. El Lic. Álvaro de Ocio y Ocampo inicia la construcción de la Parroquia de Nuestra Señora de los Dolores el 2 de febrero de 1712 en terrenos comprados a la Señora María de la O. La construcción siguió ininterrumpidamente hasta finalizar la construcción en 1778, con un costo de 200,000.00$ (pesos oro).
Entre los años 1777 y 1779 se erige el tercer templo o el Santuario del Señor de los Afligidos en la comunidad de El Llanito, siendo el templo que existe en la actualidad, de mayores dimensiones, arquitectura más rica y ornamento más complejo que las dos capillas anteriores. Los portales de su interior tienen en sus bóvedas pinturas al temple con pasajes bíblicos, obras atribuidas al pintor novohispano José Antonio Martínez de Pocasangre.
El 15 de diciembre de 1790, el intendente de Guanajuato, Andrés Amat de Tortosa, ordena elevar la categoría de la Congregación a Pueblo. 
El 31 de diciembre de ese año, dejaron de ejercer jurisdicción civil y criminal las autoridades de la Villa de San Miguel el Grande quedando erigido el Pueblo de Dolores y fundando su primer Ayuntamiento cuyos funcionarios designó el Padre José Antonio Gallaga, primo de Miguel Hidalgo.
El 6 de octubre de 1803 Miguel Hidalgo se hace cargo del curato de Dolores proveniente de San Felipe Torres Mochas. En la mañana del 16 de septiembre de 1810 ocurre el Grito de Dolores, llamado hecho por el cura Hidalgo en compañía de Ignacio Allende, Juan Aldama y Mariano Abasolo, hace a sus parroquianos criollos, y animando a los españoles de la zona a integrarse al movimiento criollo, a levantarse en contra de la autoridad del rey Fernando VII de España, y buscando poner un nuevo gobierno en la  Nueva España. El llamado se hace al tañer la hoy famosa Campana de Dolores, dando así inicio la guerra de Independencia de México.
El mismo 16 de septiembre el contingente criollo y español, insurgente, arribó a la Hacienda de La Erre para descansar y conseguir provisiones. Terminada la comida y después de haber formado el Primer Estado Mayor del Ejército Insurgente, Hidalgo dio la orden de marchar rumbo a Atotonilco. Según la tradición al hacerlo dijo: «¡Adelante señores, vámonos! ¡Ya se le ha puesto el
cascabel al gato, falta ver quiénes son los que sobramos».

### Época independiente
El 18 de septiembre de 1832, a unos kilómetros al poniente del pueblo de Dolores, se libra la Batalla de El Gallinero entre las fuerzas al mando del Vicepresidente de la República general Don Anastasio Bustamante y las comandadas por el general José Esteban Moctezuma, resultando derrotado este último.
El 6 de junio de 1863, a su paso por Dolores, el presidente Benito Juárez decreta en la casa de Miguel Hidalgo el nombramiento como ciudad de la hasta entonces villa de Dolores, ordenando también la construcción de un monumento a Miguel Hidalgo en el centro de la plaza principal. Un año después, en 1864, Maximiliano de Habsburgo visita el pueblo y celebra el grito de la Independencia en la casa del padre Hidalgo. Cuatro años después, el 3 de junio de 1867, de regreso del norte y a su paso para la capital de la República, el presidente Benito Juárez se hospedó en la ciudad, en la casa que hoy ocupa la Posada Cocomacán.
El 15 de diciembre de 1947, la XL Legislatura del estado, mediante nuevo decreto, establece que la ciudad se denominará Dolores Hidalgo, Cuna de la Independencia Nacional, lo que es confirmado también por decreto del Lic. Miguel Alemán Valdés el día 31 de diciembre de 1948.
En 1957 fue electa Virginia Soto Rodríguez como presidenta municipal, siendo la primera mujer electa democráticamente para acceder al cargo de presidente municipal en la historia de México. Igualmente, en 1961 fue la primera mujer guanajuatense en ser electa diputada federal titular representando al Primer Distrito del Estado de Guanajuato en la XVL Legislatura del Congreso de la Unión.

## Cultura

### Artesanías
La cerámica mayólica es la artesanía emblema de Dolores por su enorme importancia económica, histórica y cultural.
Dolores Hidalgo ha sido un centro productor de alfarería desde la época colonial. Fue el cura Miguel Hidalgo y Costilla quién impulsó, desde su llegada en 1803 al pueblo de Dolores, la producción de cerámica vidriada con influencias de la talavera poblana tal y como había hecho en su estadía en el pueblo de San Felipe Torres Mochas desde 1793. Utilizando solares que pertenecían a la iglesia para construir ocho departamentos, varios hornos, piletas para agua y una noria, funda así la Escuela de Artes y Oficios.
Sobre la cerámica dolorense Fernando Gamboa comentó:

Allí se produjeron objetos muy refinados, con sus decoraciones lineales en color café sobre fondos suaves en verde, con temas tomados de la vida de la región.
Fernando Gamboa.

Existen más de 2 mil 300 talleres de cerámica, este número representa el 80% de la economía local. Siendo esta la principal actividad económica de la ciudad, las piezas de cerámica se pintan a mano con una gran cantidad de detalle, el proceso de diseño y pintado puede llevarle al artesano desde 20 minutos hasta 2 horas, dependiendo el tamaño y diseño de la pieza de arte. La gran mayoría de las piezas fabricadas en este municipio se exportan y venden al mayoreo en países como Canadá, Estados Unidos y Europa en general.

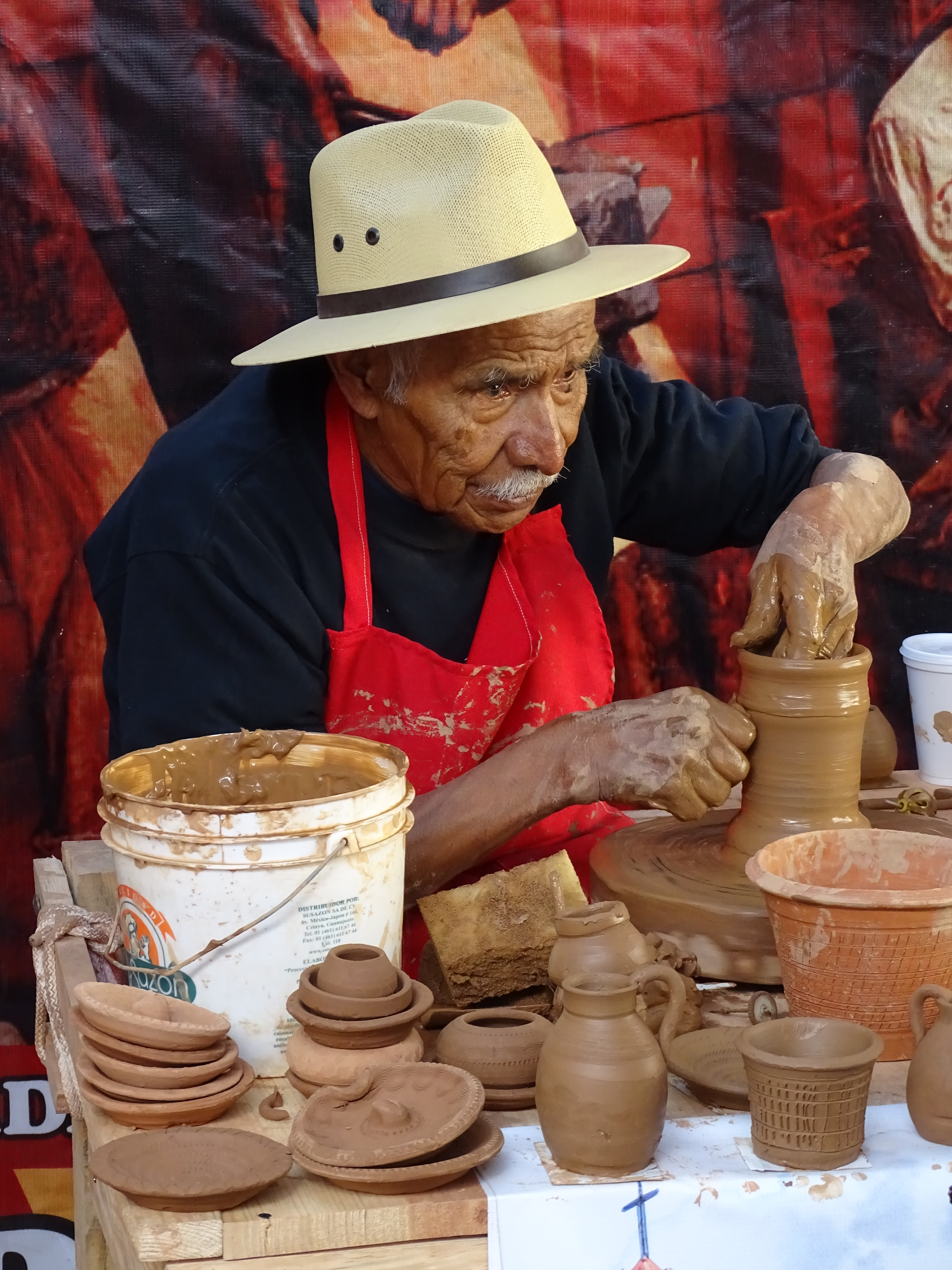
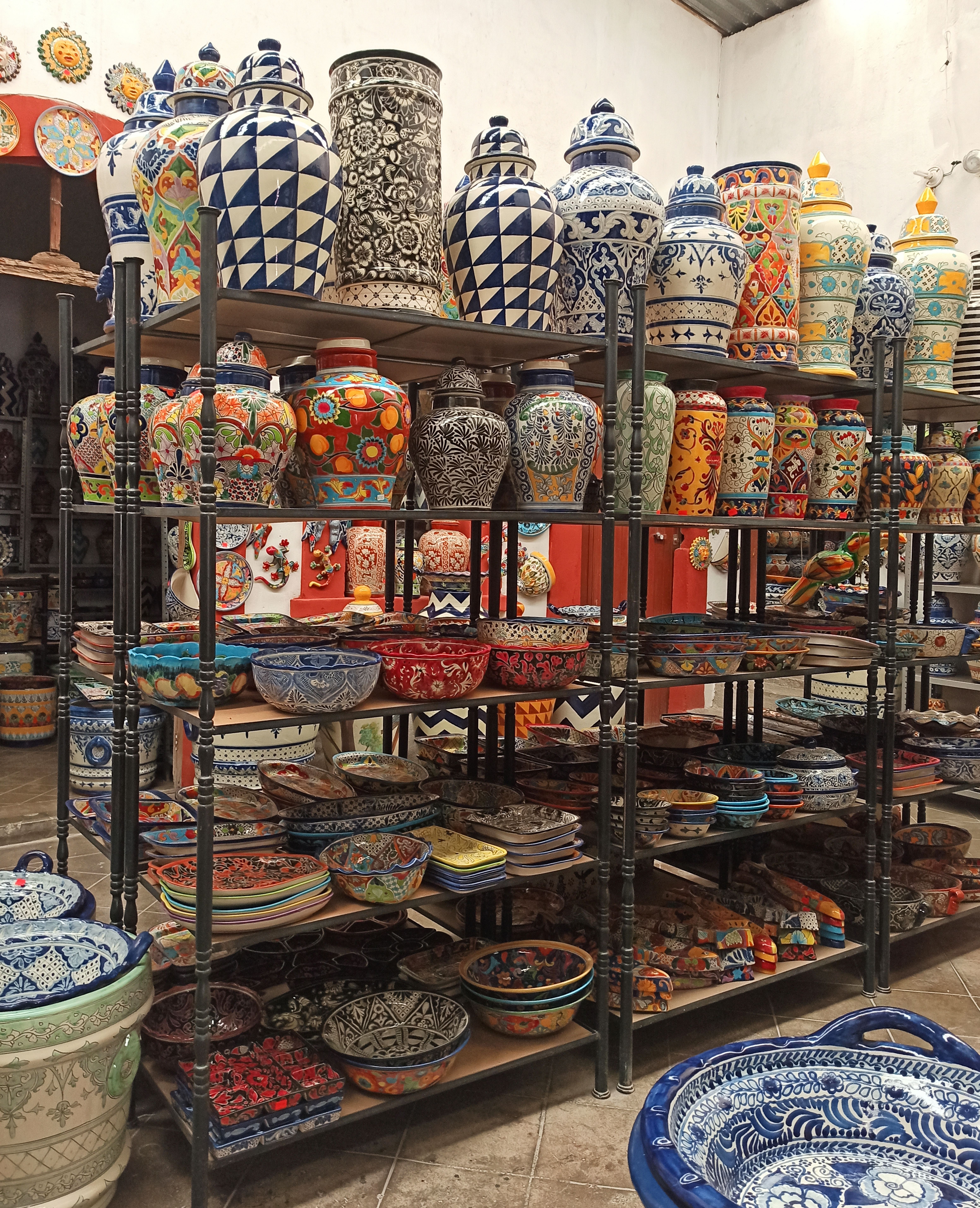
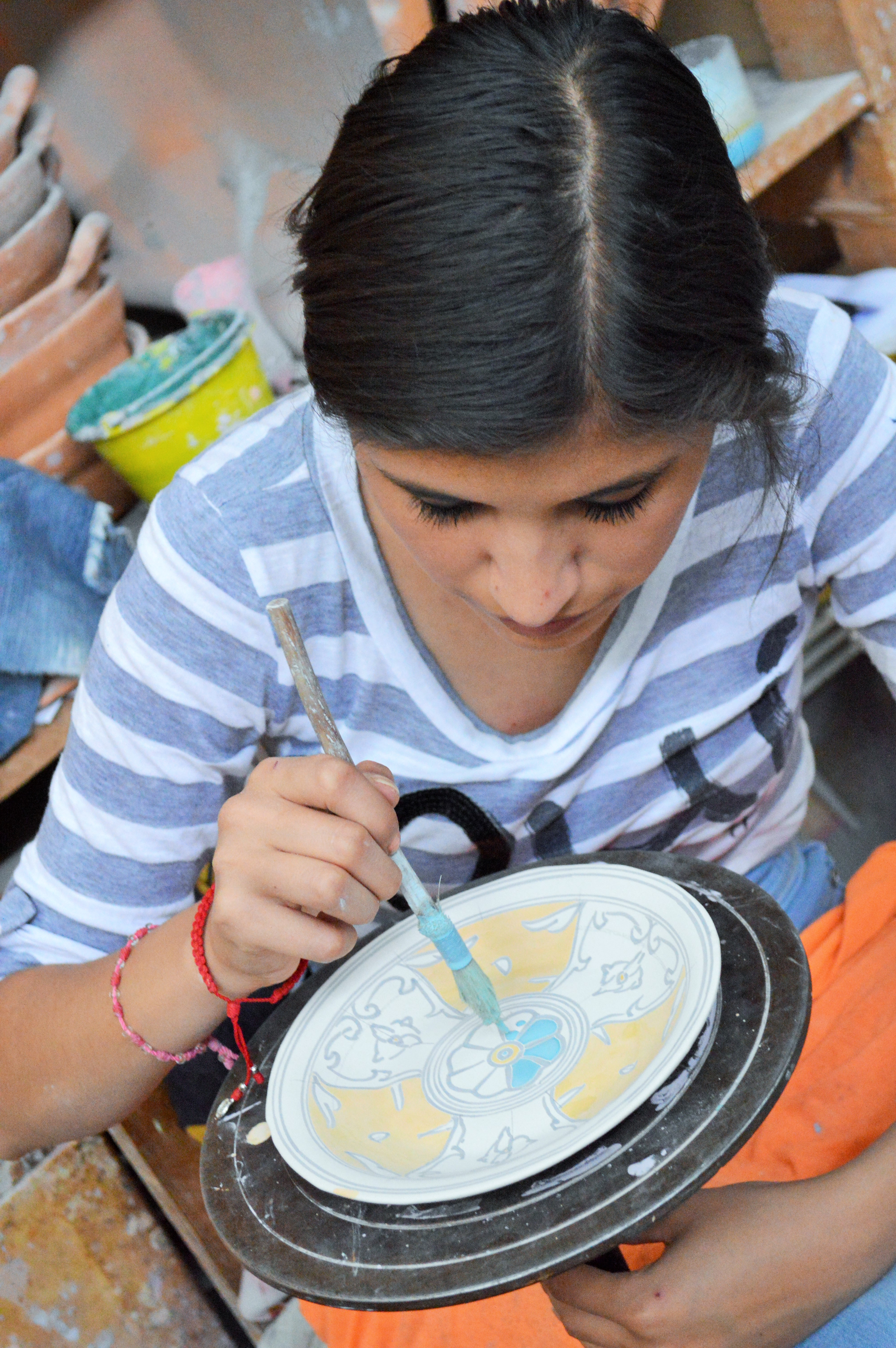
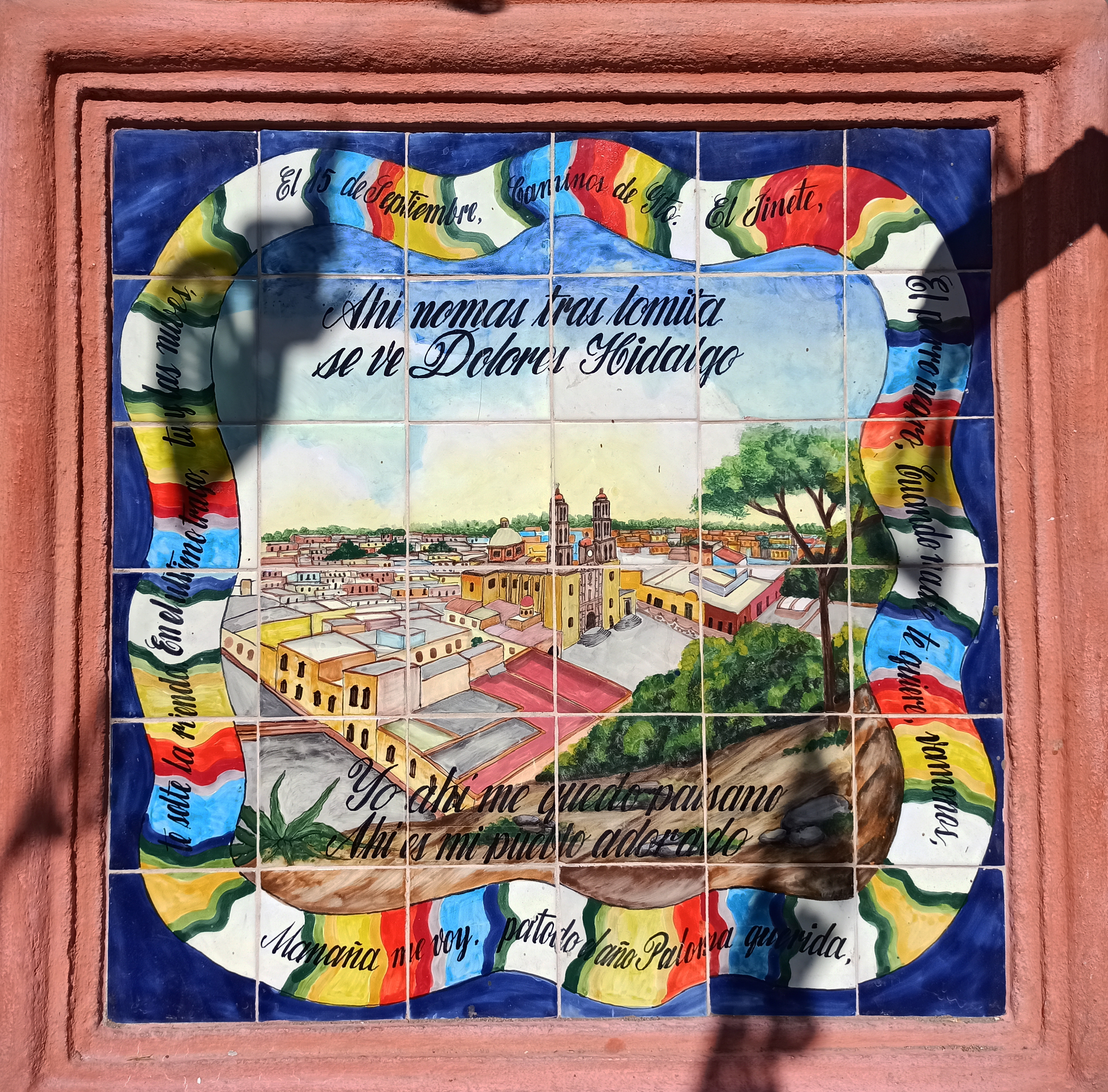
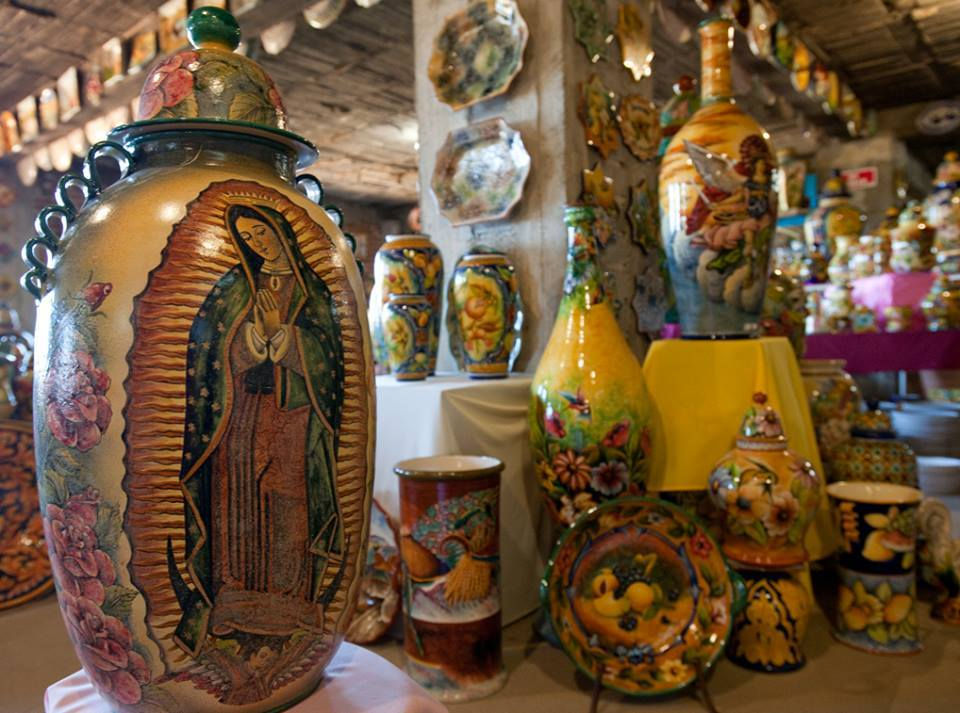
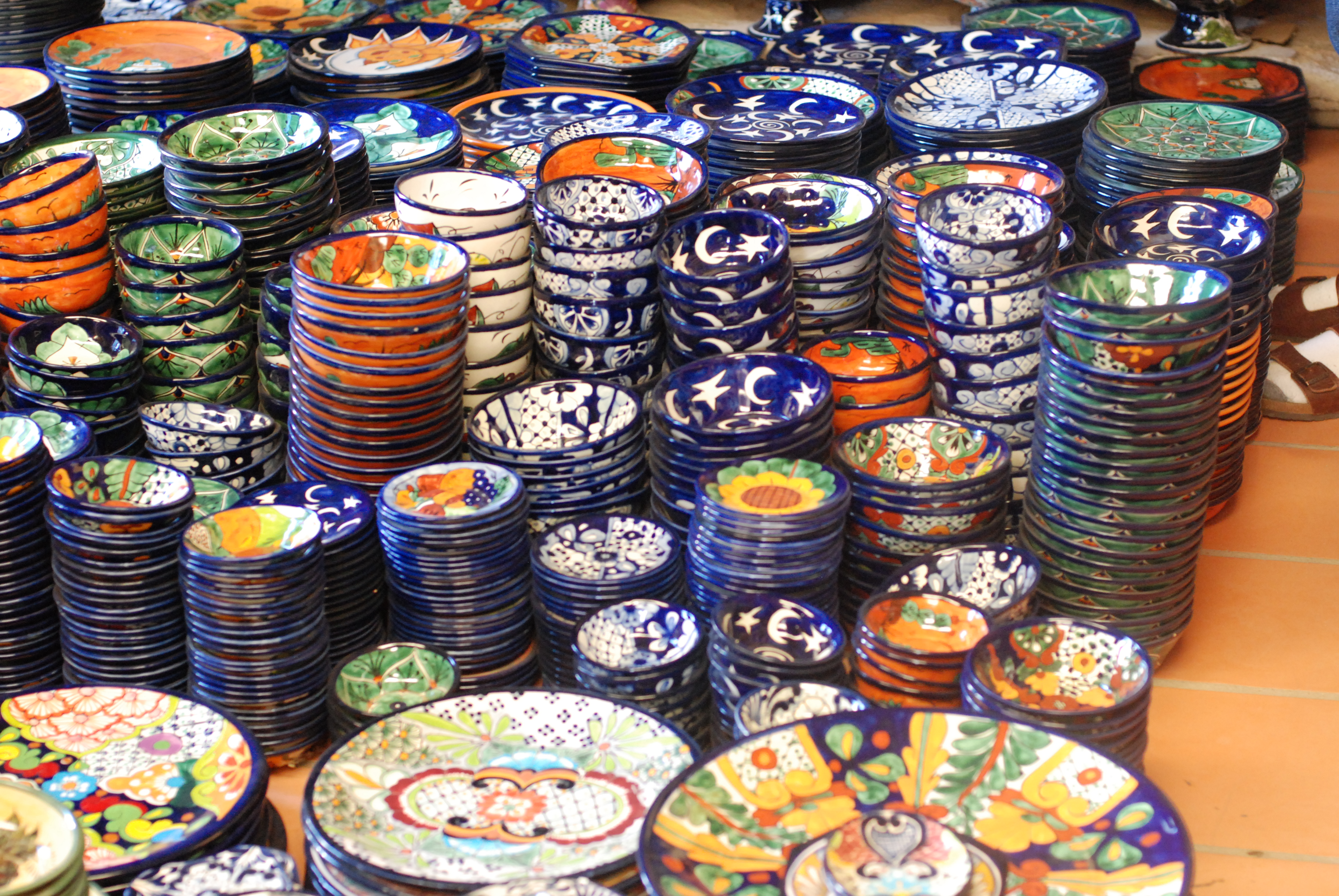

## Fiestas y tradiciones
- Fiesta del Señor de los Afligidos (1 de enero): se realiza en la comunidad de El Llanito. Se llevan a cabo misas, danzas y juegos pirotécnicos, los feligreses van a dar las gracias por el año nuevo.[40]
- Viernes de Dolores (viernes antes del domingo de ramos): celebración a la Virgen Dolorosa, patrona del pueblo, se realizan altares monumentales en diversas casas del centro histórico y comunidades, se realiza una procesión y se regalan aguas, paletas y nieve de frutas de temporada.[40]
- Fiesta de la Asunción (15 de agosto): celebración a la Asunción de María en la Parroquia de la Asunción.[41]
- Fiestas Patrias (del 4 al 20 de septiembre): durante la mayor parte del mes de septiembre se organizan exposiciones comerciales, bailes populares, eventos culturales y deportivos. En la madrugada del 16 de septiembre se recrea el grito de Dolores en el atrio de la Parroquia de Dolores, hay pirotecnia y conciertos.[40]
- Festival Internacional de José Alfredo Jiménez (FIJAJ) (19 al 23 de noviembre): festival donde se rinde homenaje al cantautor dolorense José Alfredo Jiménez. Se realizan exposiciones artísticas y gastronómicas, coloquios, muestras de cine, concursos de composición lírica y recorridos por las cantinas del pueblo. Al festival han acudido artistas invitados tales como Ely Guerra, Lolita Cortés, Shaila Dúrcal, Mariachi Vargas de Tecalitlán, la Orquesta Sinfónica de la Universidad de Guanajuato, Natalia Lafourcade, Los Ángeles Negros, Reyli Barba y Alicia Villarreal, entre otros.[40]
- Fiesta de la Purísima Concepción (28 de noviembre al 8 de diciembre): se celebra en el Templo de la Tercera Orden. Se realiza una gran feria popular, con antojitos mexicanos, serenatas con grupos musicales, queman de juegos pirotécnicos y los artesanos realizan una exposición de figuras de cera. Cada gremio de trabajadores del pueblo realiza una procesión con grandes cirios, a estas procesiones se les conoce como "ceras".[40]

## Gastronomía
El municipio presenta un clima semiárido y parte de la flora local es consumida como alimento por la población, destacan los frutos como tunas, xoconostles, chilitos, borrachitas y garambullos. Entre los cultivos más representativos están el frijol, chiles, garbanzo, calabacitas, maíz y los chiles de chorro.
Entre los platillos típicos dolorenses se encuentra la vitualla, un guiso a base de garbanzo y zanahoria servido en bodas y otros festejos familiares; y los chiles de chorro rellenos, una variedad de chile endémico de la región con relleno de frijol, queso o carne molida.
Algunas de las bebidas tradicionales son el atole blanco de puscua, un preparado de maíz blanco cacahuazintle molido cocido en agua; el atole negro de cáscara de cacao y el colonche, una bebida alcohólica de tuna.
Dolores Hidalgo es conocido por sus nieves y paletas heladas de cactáceas (principalmente tuna, garambullo y borrachita) y de sabores exóticos (queso, chicharrón, camarón, tequila, aguacate, cerveza, mole, etc.).
Algunos aperitivos comunes en Dolores Hidalgo son los garbanzos crudos condimentados con chile piquín, quiote, chicharrón de cerdo bañado con salsa de chile martajado con limón, gorditas de carnitas de cerdo, patitas de cerdo en escabeche, gorditas de nata y gorditas de horno dulces.
En el municipio existe la gastronomía Hñähñu, entre sus platillos destacan las tortitas de capón de dedo, nopales en salsa roja, gorditas de avena con espinaca, tortitas de acelga rellenas de queso, gorditas de trigo con piloncillo, paloma rellena, ardilla en salsa de chipotle, conejo en mole verde, tortitas de quelites, rata de campo asada y tantarrias guisadas. Las tortillas ceremoniales son hechas con maíz de color y están marcadas por un sello hecho por cada familia otomí que se pasa de generación en generación, se comen sólo durante festividades.
El clima de Dolores Hidalgo favorece al cultivo de la vid y la producción de vino. Se le atribuye a Miguel Hidalgo un papel protagónico en la propagación del cultivo de vides y elaboración de vinos en Dolores entre 1803 y 1810. Los productos más elaborados durante esta época eran vinos dulces tipo moscatel, oporto, jerez y vermú, así como algunos derivados de la uva, tales como aguardiente, quina y vinagre.

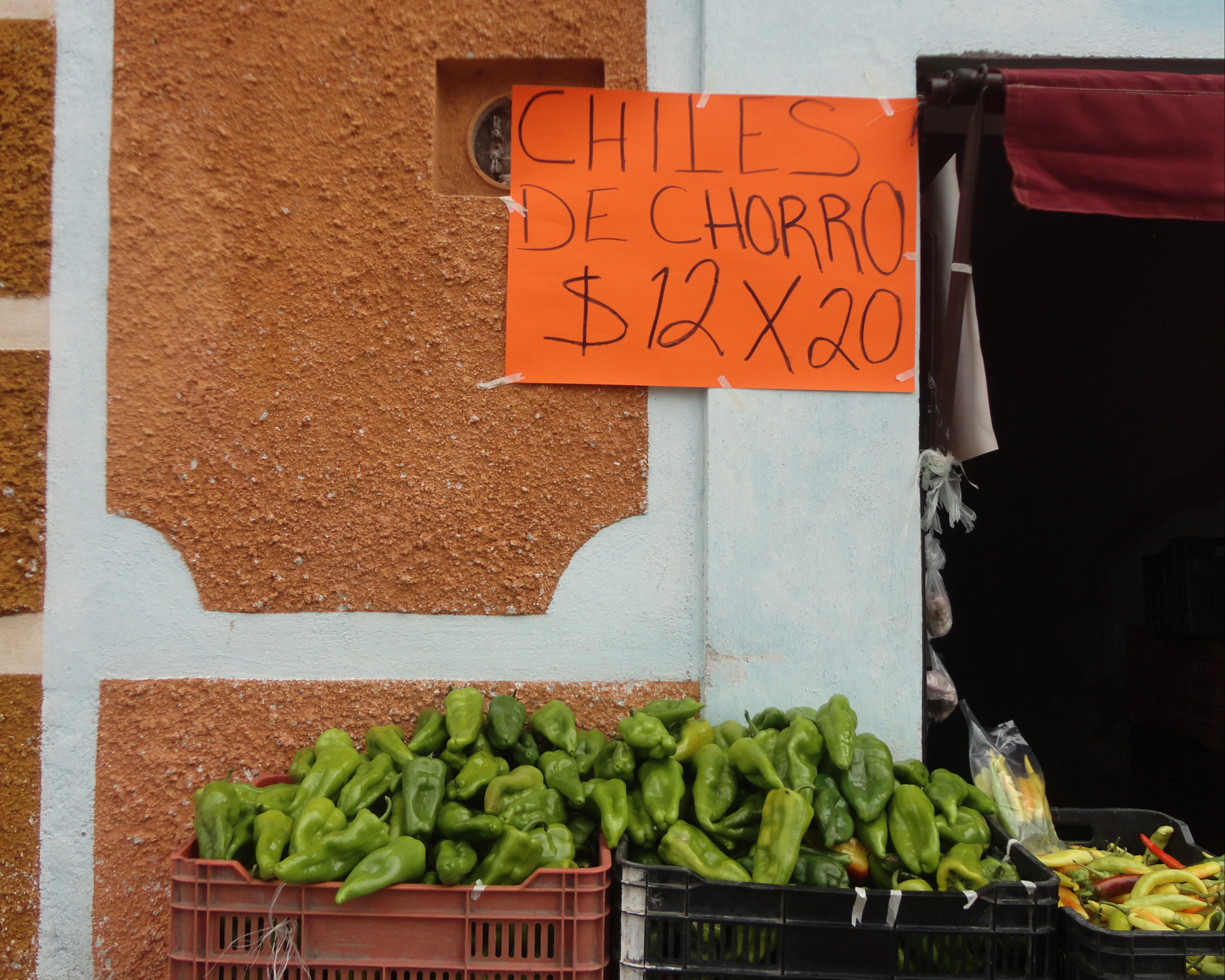
Chiles de chorro
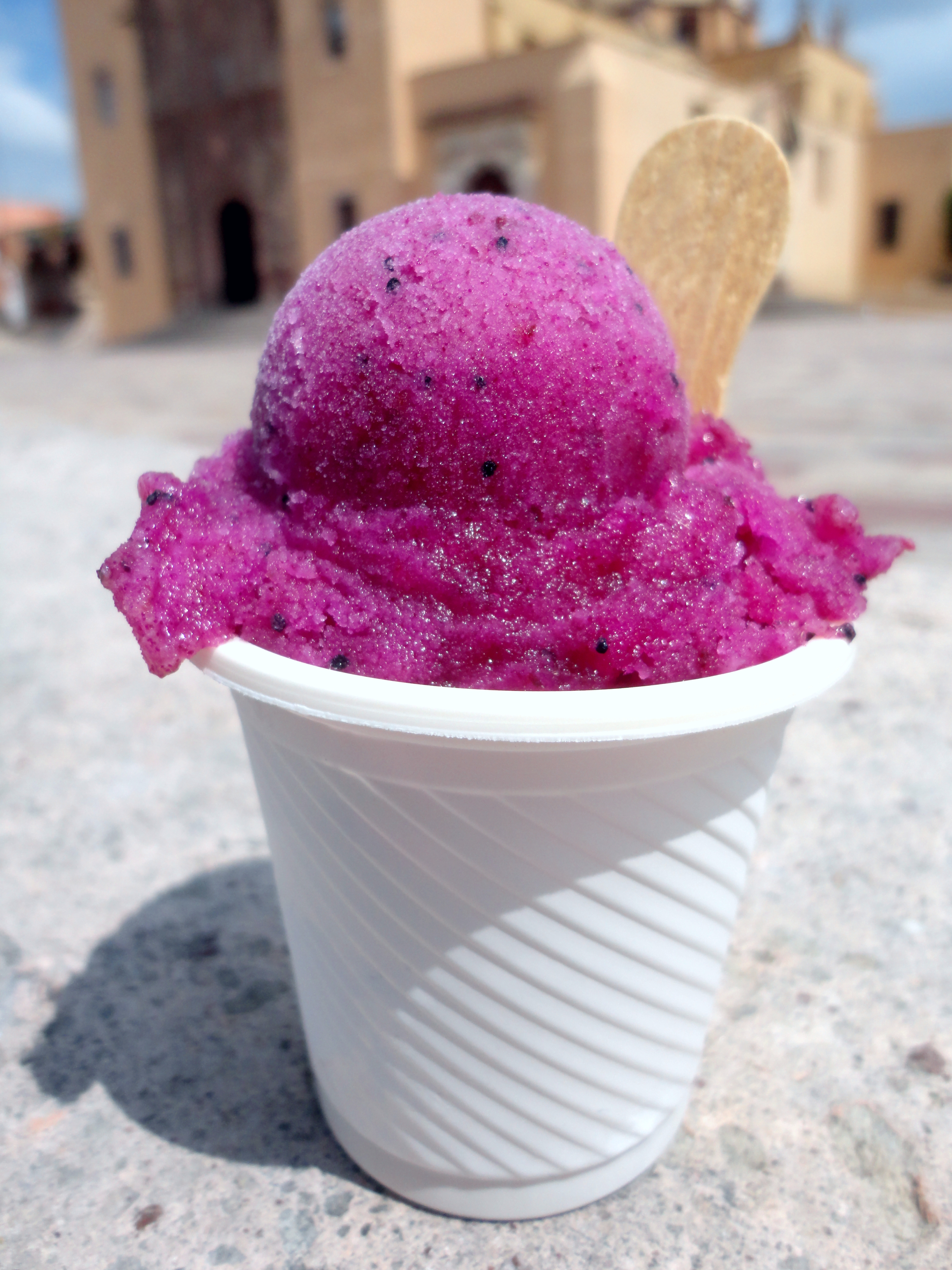
Nieve de garambullo
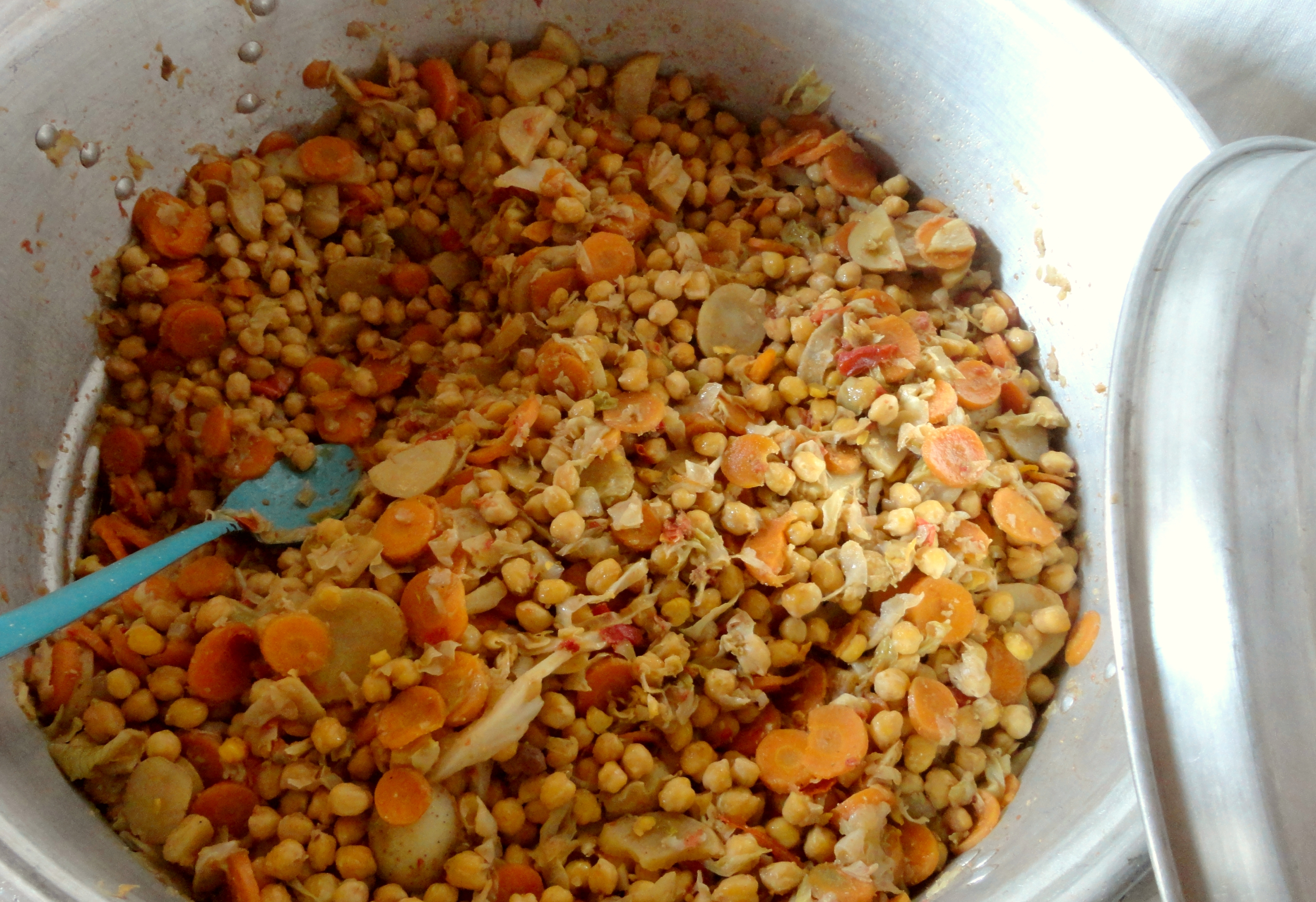
Vitualla
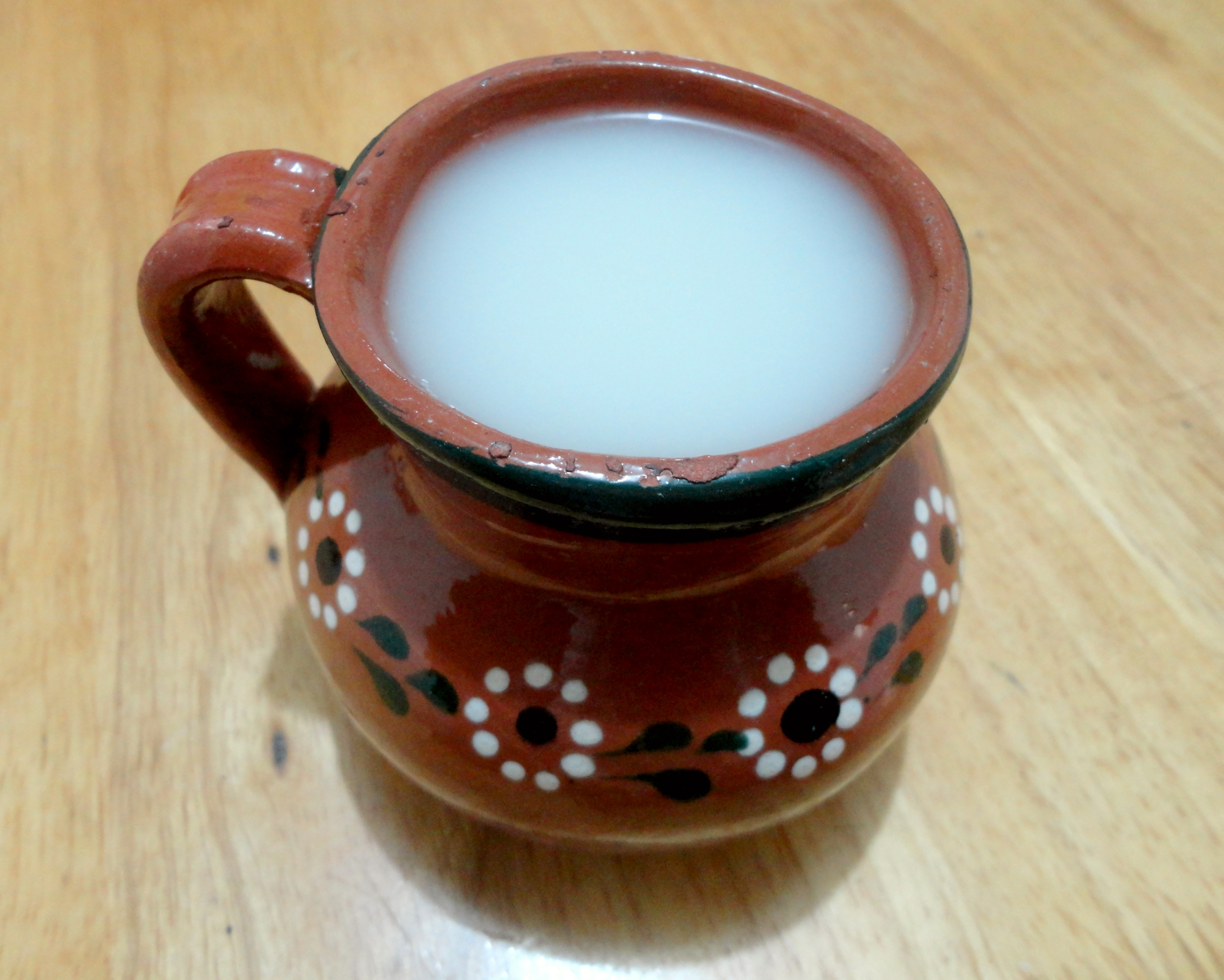
Atole de puscua
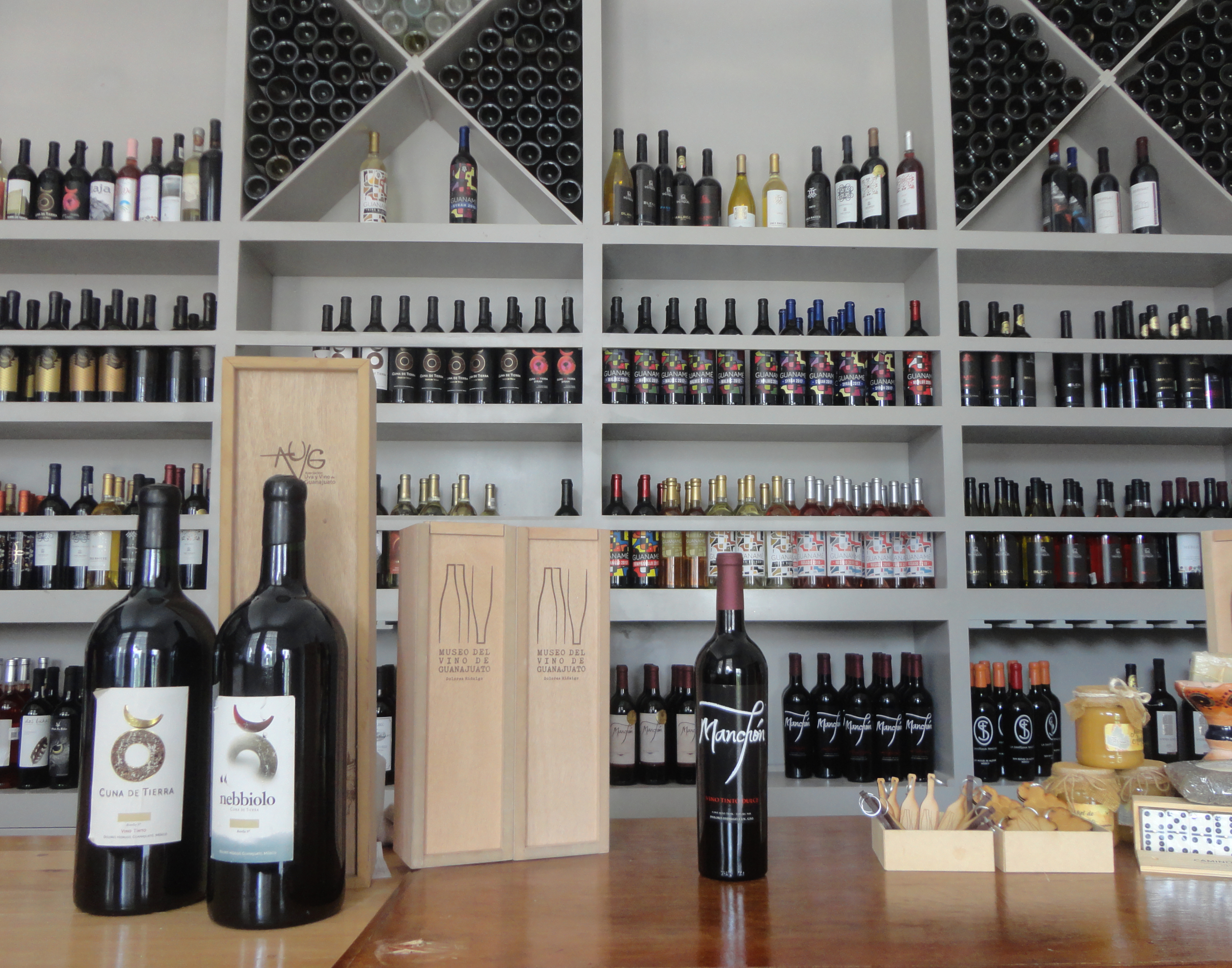
Vinos guanajuatenses
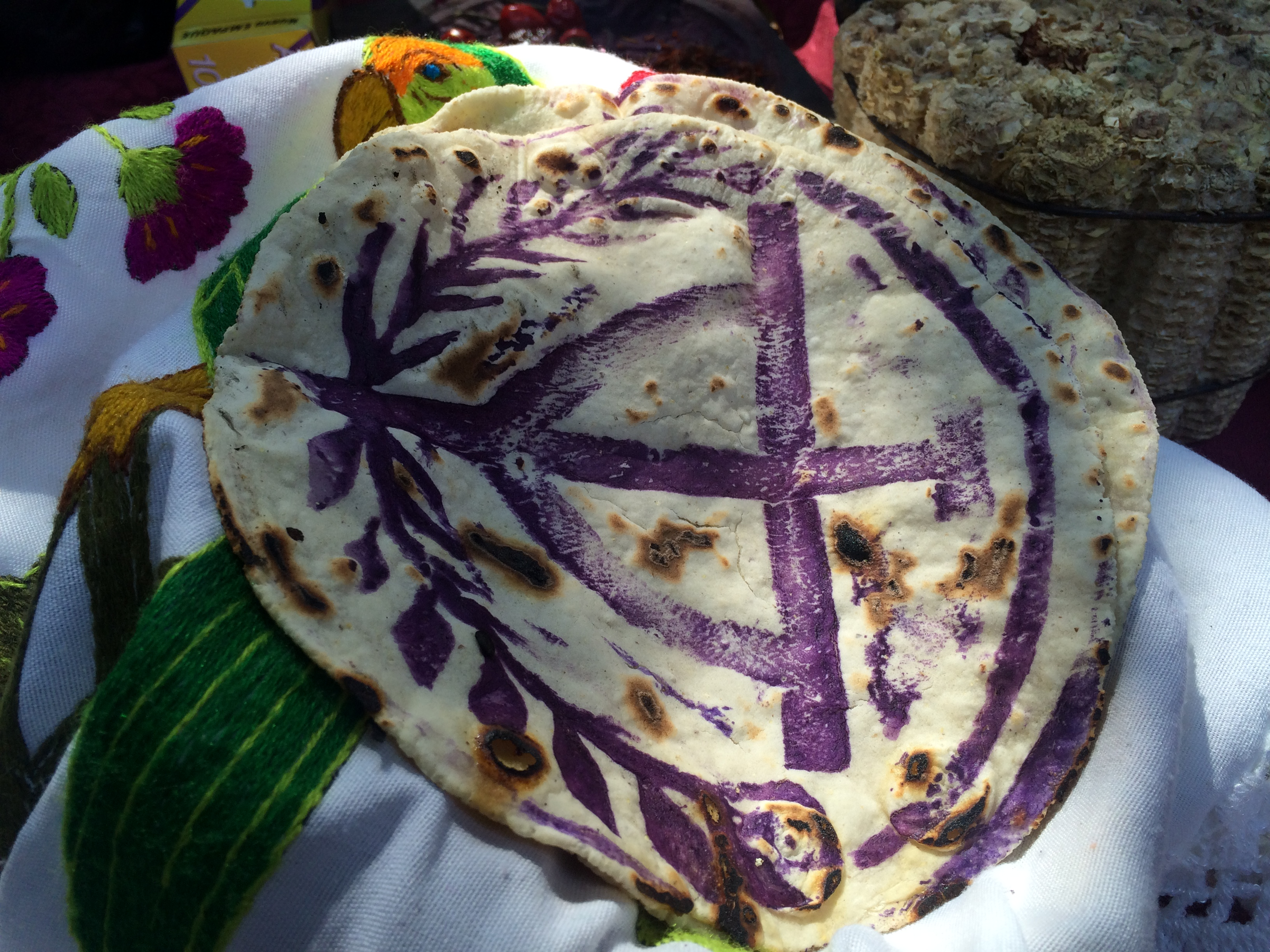
Tortilla ceremonial Hñähñu
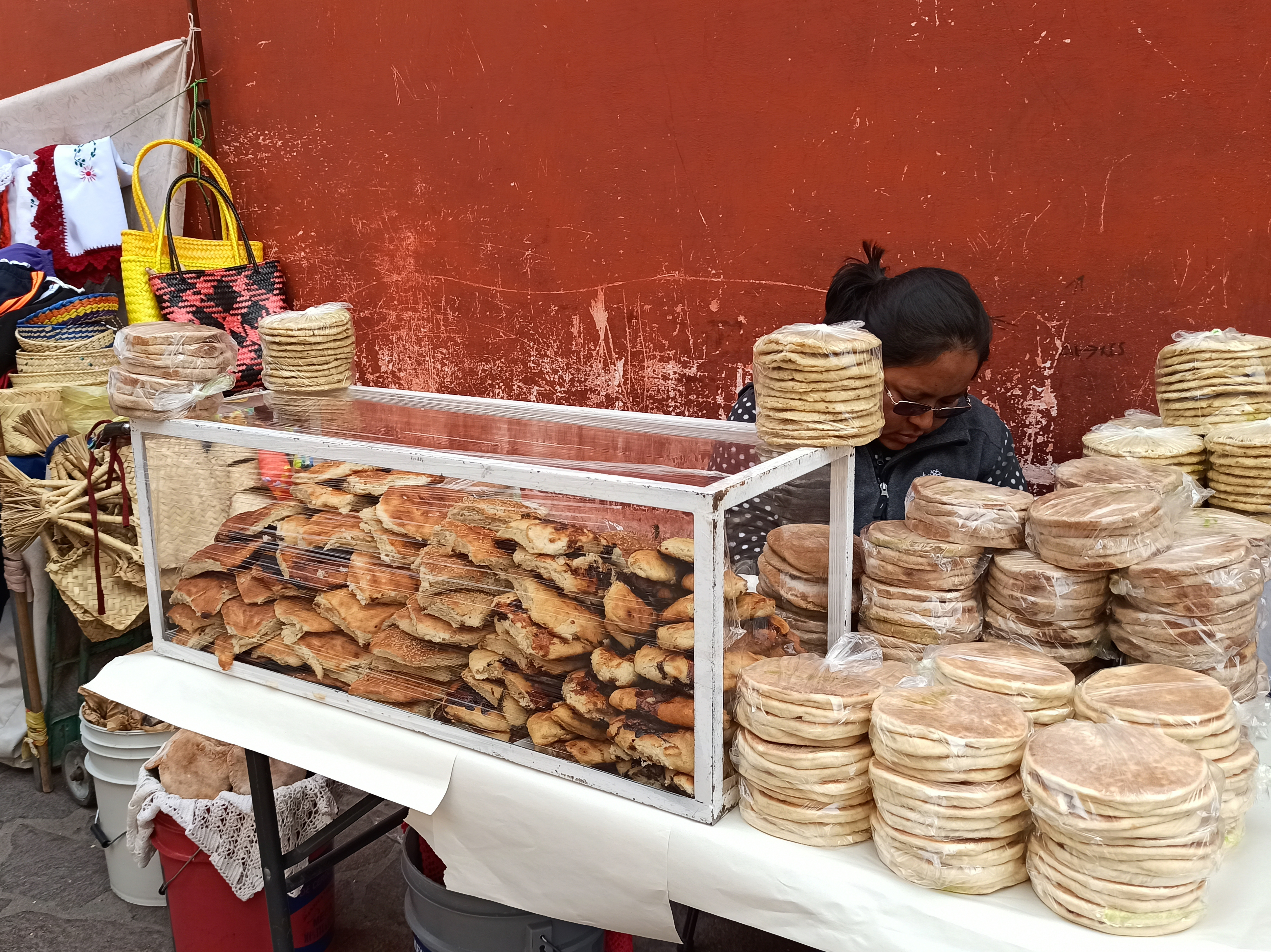
Gorditas de horno y de nata
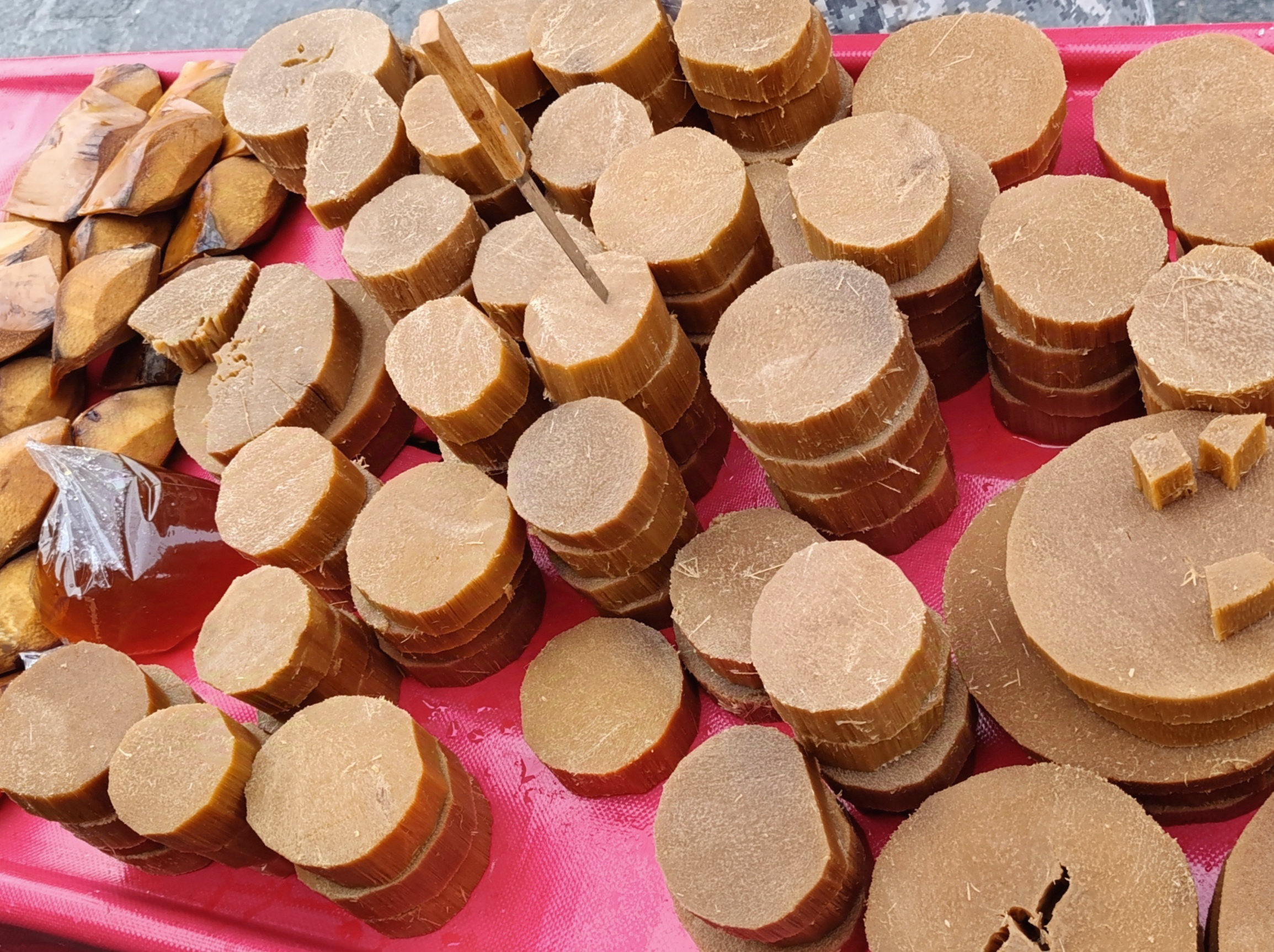
Quiote de maguey

## Patrimonio histórico

### Civil
- Jardín Principal: conocido también como «Jardín del Grande Hidalgo», es el centro geográfico de la ciudad, en su centro se encuentra el monumento a Miguel Hidalgo, obra del escultor capitalino Miguel Noreña, inaugurado el 16 de septiembre de 1891.[55] En una de las esquinas del jardín se encuentra un kiosco de la época porfirista, el cual comenzó a construirse en 1887;[56] en otro rincón de la plaza está el Hijo del Árbol de la Noche Triste, un retoño del famoso Árbol de la Noche Triste, llevado a Dolores en 1921.[57]

- Casa de Miguel Hidalgo: construida en 1779, fue habitada por Miguel Hidalgo y Costilla de 1804 a 1810, el exterior presenta un estilo que predominaba en la segunda mitad del siglo XVIII en Guanajuato, aquí se encuentran documentos, mobiliario, cuadros y objetos domésticos de la época en que ahí vivió el cura Hidalgo.[16]

- Casa de Mariano Abasolo: fue la casa del insurgente que participó en la rebelión contra los españoles. En su interior se pueden observar murales donde se representa la historia de la ciudad, un vitral en su parte superior y una réplica de la Campana de Dolores. Hoy en día es la sede del Museo Bicentenario[16][58]

- Casa de Visitas: Casona construida en 1786 para albergar al Subdelegado de gobierno y como casa del diezmo. Presenta un estilo neoclásico, con balcones labrados en estilo barroco. Fue adquirida por el gobierno del estado de Guanajuato para hospedar a los visitantes distinguidos que llegasen a la ciudad.[16]

- Mercado Hidalgo: inició su construcción en 1901, con constantes remodelaciones y reconstrucciones, adquirió su forma actual en 1940. Es un edificio de ladrillo rojo, con un pórtico de acceso en forma de arco de medio punto rematado por un friso de modillones seriados para terminar en una cornisa neoclásicas.[59]

- Monumento a los Héroes: escultura de 25 m de altura labrada en cantera rosa, obra del artista Jorge González Camarena y el arquitecto Carlos Obregón Santacilia. Erigido en 1960 durante el gobierno del Lic. Adolfo López Mateos, para conmemorar el CL aniversario del inicio del Movimiento de Independencia. Ostenta cuatro figuras colosales de Hidalgo, Morelos, Allende y Aldama.[55]

- Museo de la Independencia Nacional (antigua cárcel): fungía como cárcel en el periodo colonial, este fue el lugar donde Miguel Hidalgo apresó a los españoles que radicaban en Dolores tras el Grito de Dolores. Exhibe objetos y documentos relacionados con el movimiento independentista en México, así como una serie de piezas de arte popular, esculturas, frescos y pinturas.[60]

- Casa de José Alfredo Jiménez: lugar de nacimiento del cantautor José Alfredo Jiménez. El museo presenta, de manera cronológica y temática, un recorrido por los diversos periodos y aspectos de la vida y obra de José Alfredo.[61]

- Mausoleo de José Alfredo Jiménez: consiste en un gigantesco sombrero con un pebetero en la parte inferior y en letras de bronce el epitafio: «La vida no vale nada».[nota 1] La escultura también comprende un sarape multicolor hecho en azulejo dolorense, en cuyo cuerpo están incrustados los títulos de las diversas canciones de su obra musical. La obra se llama «Sarape y Sombrero» siendo el autor el arquitecto Javier Senosiain.[55]

- Monumento a la Bandera: ubicado en el Parque Álvaro Obregón (La Alameda), realizado por el escultor Federico Canessi alrededor del año 1960. Obra labrada en cantera rosa, sobresaliendo una estatua femenina que simboliza a la Patria y abajo, las figuras de un campesino y un soldado.[16][55]

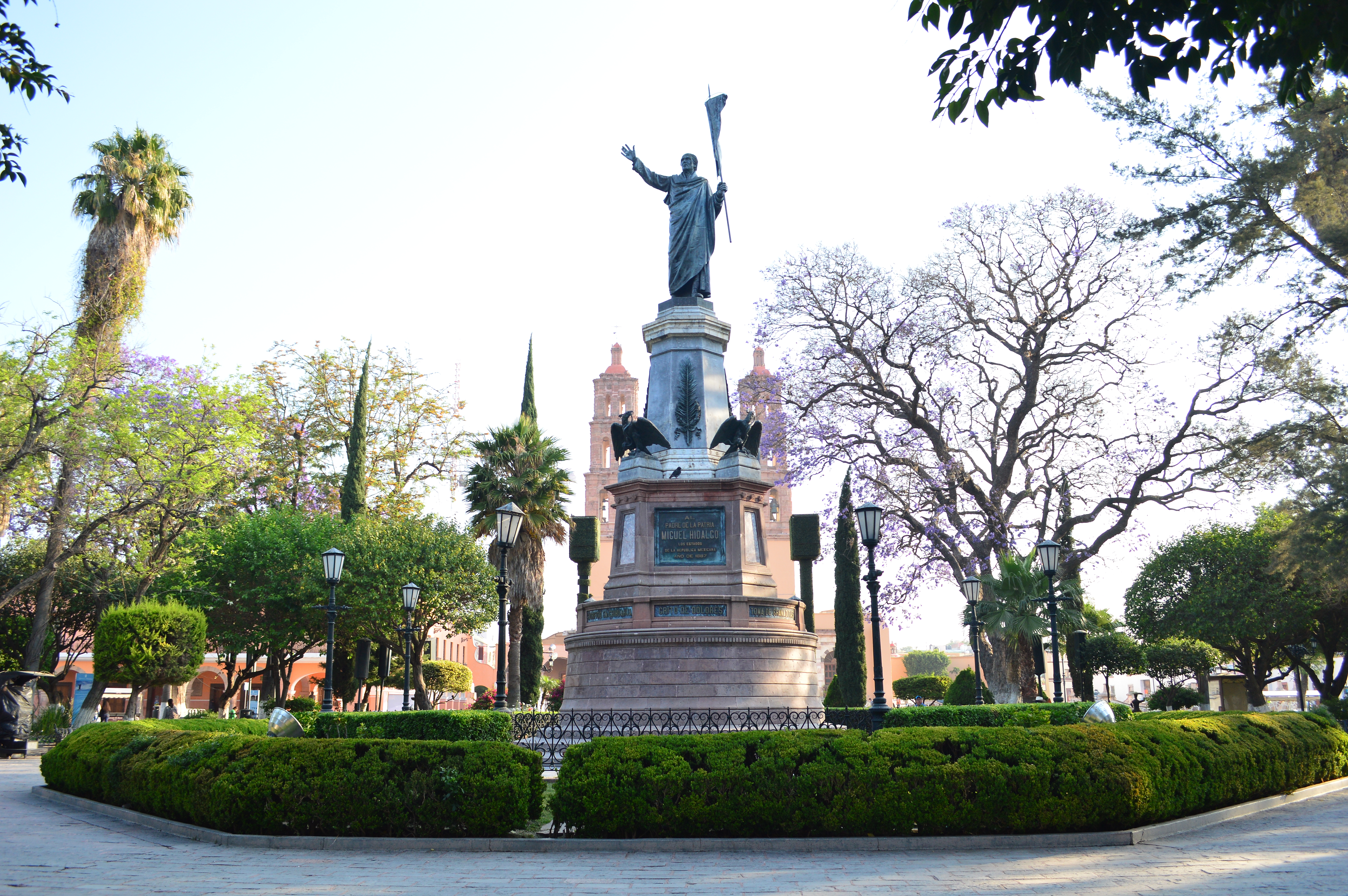
Monumento a Hidalgo en el jardín principal
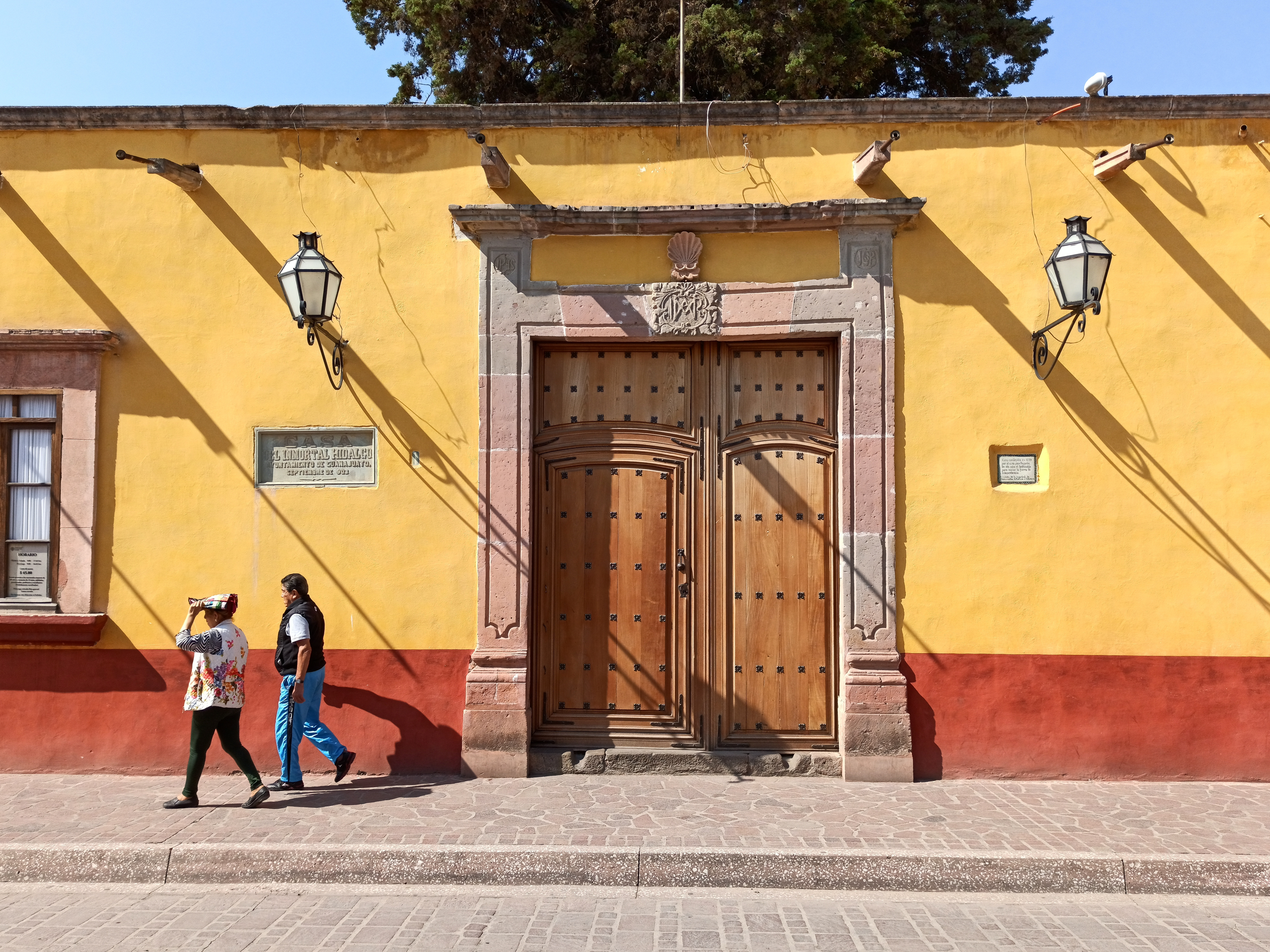
Casa de Miguel Hidalgo
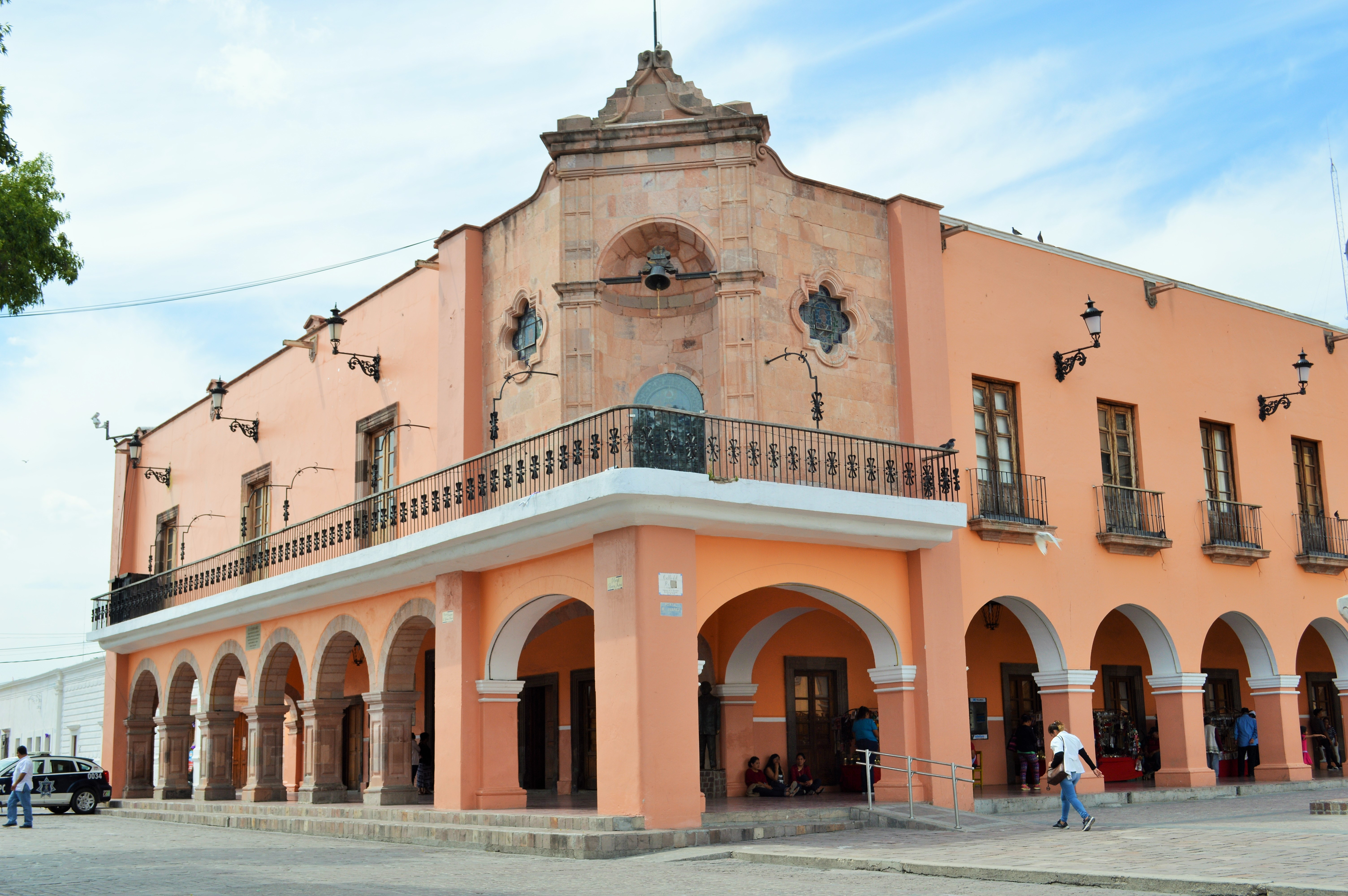
Casa de Mariano Abasolo
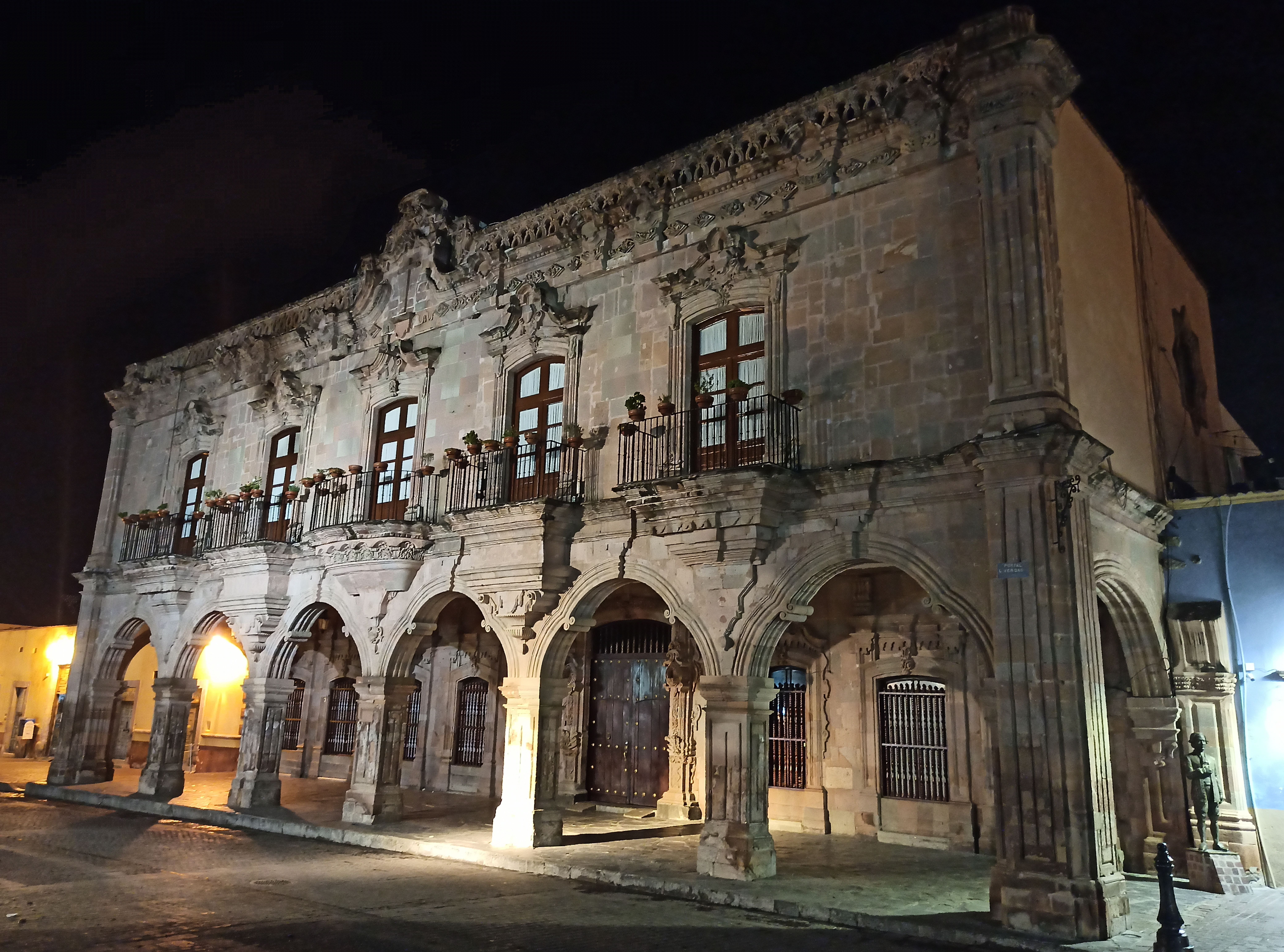
Casa de visitas
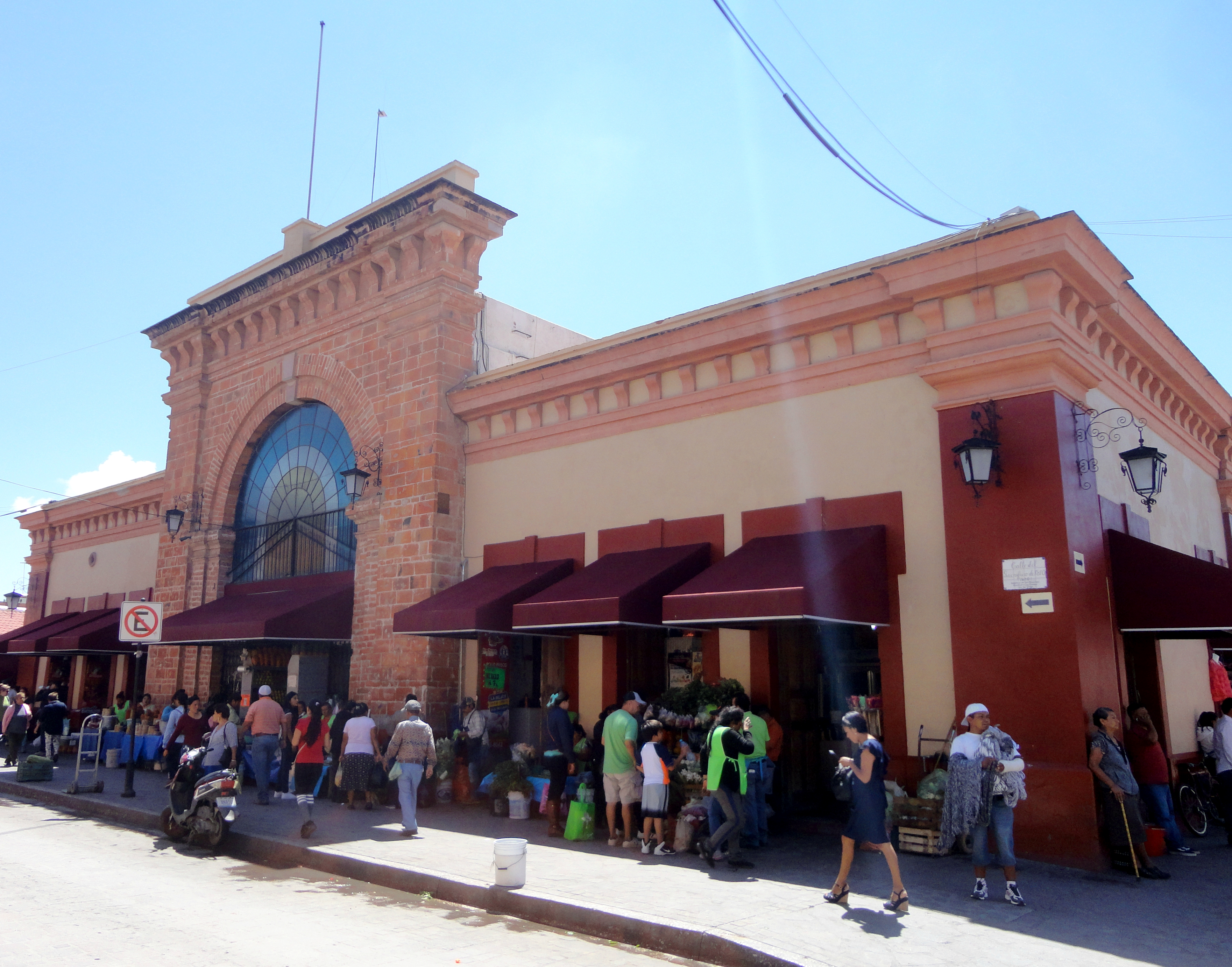
Mercado Hidalgo
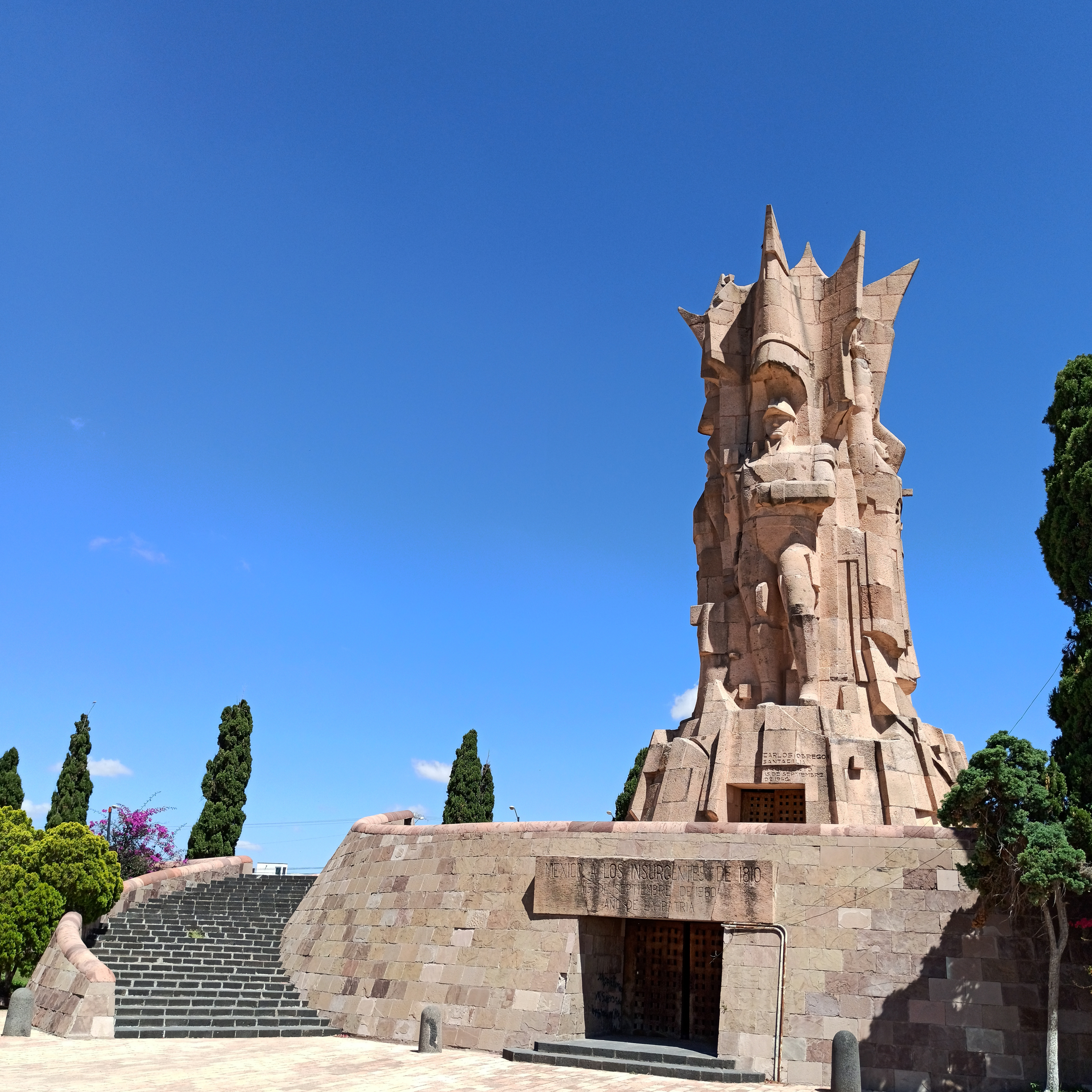
Monumento a los Héroes
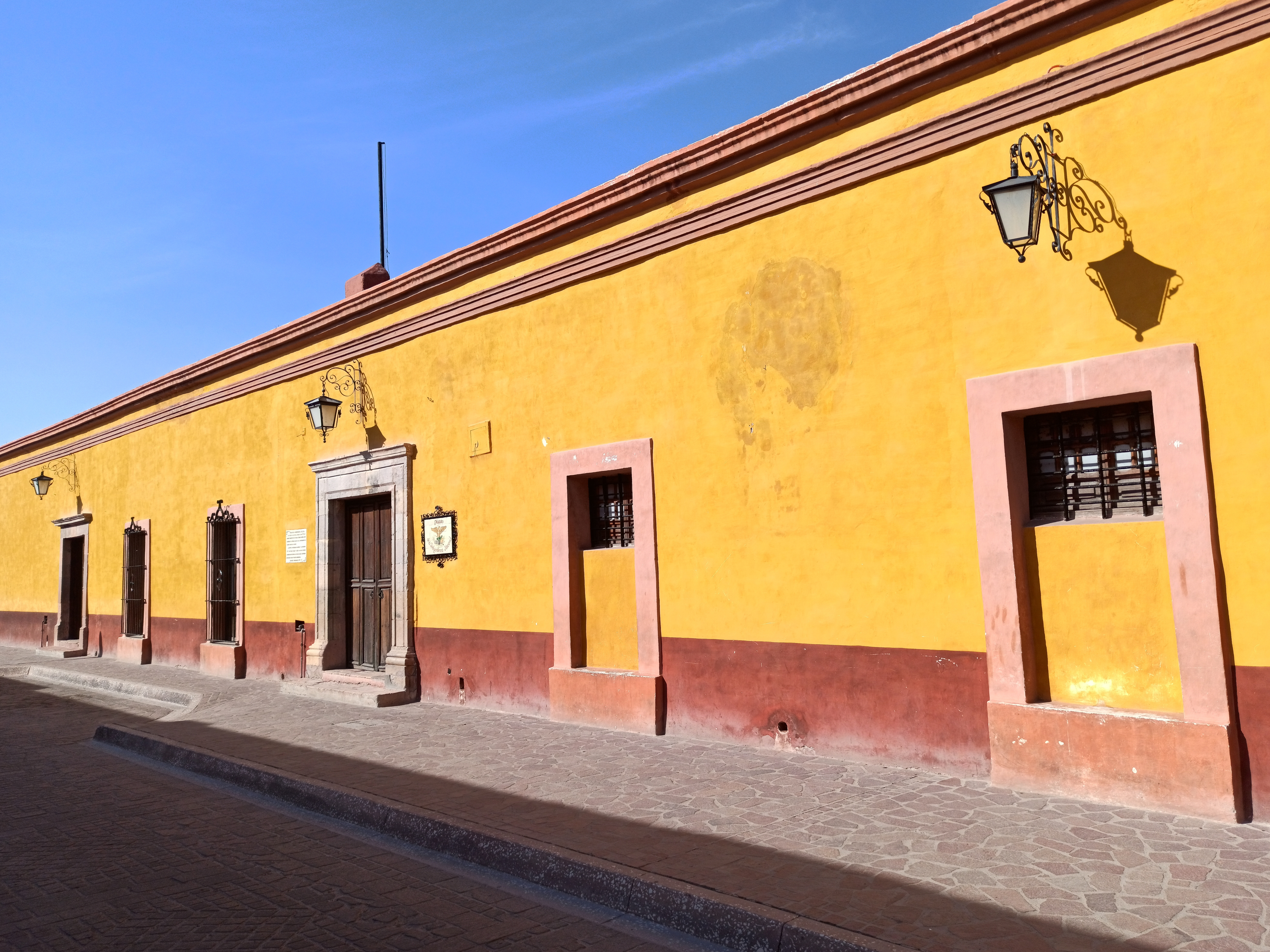
Museo de la Independencia Nacional (antigua cárcel)
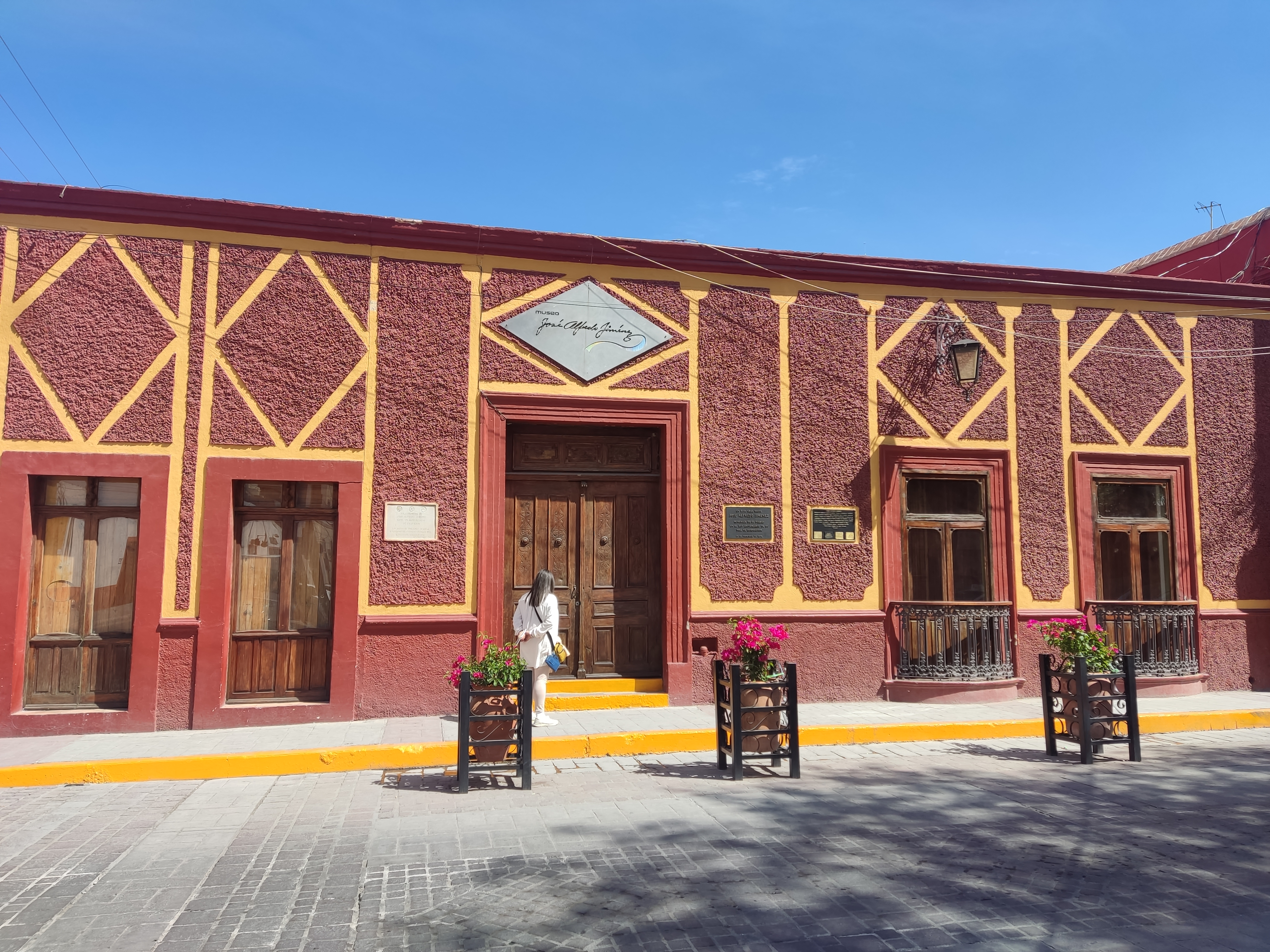
Casa de José Alfredo Jiménez
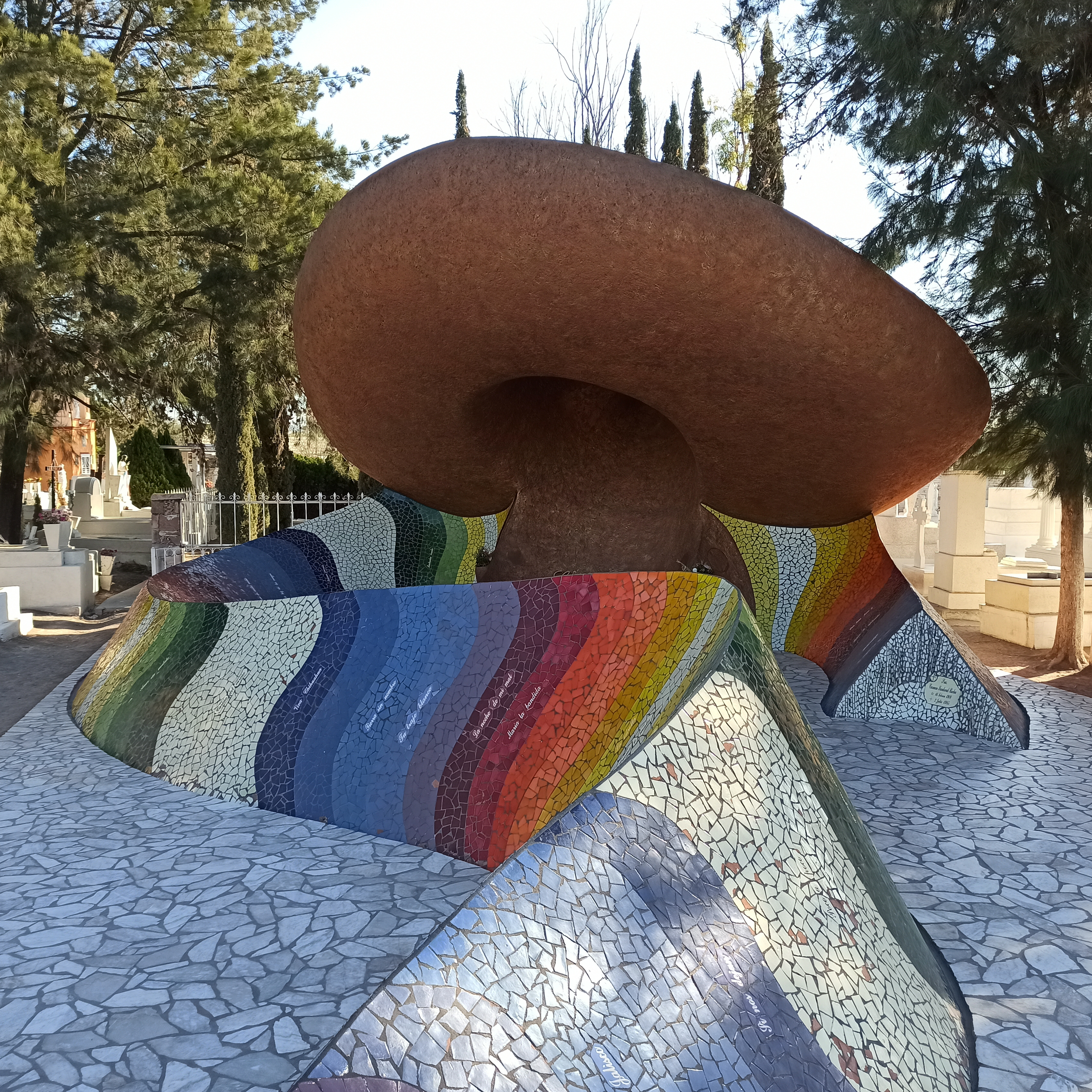
Mausoleo de José Alfredo Jiménez
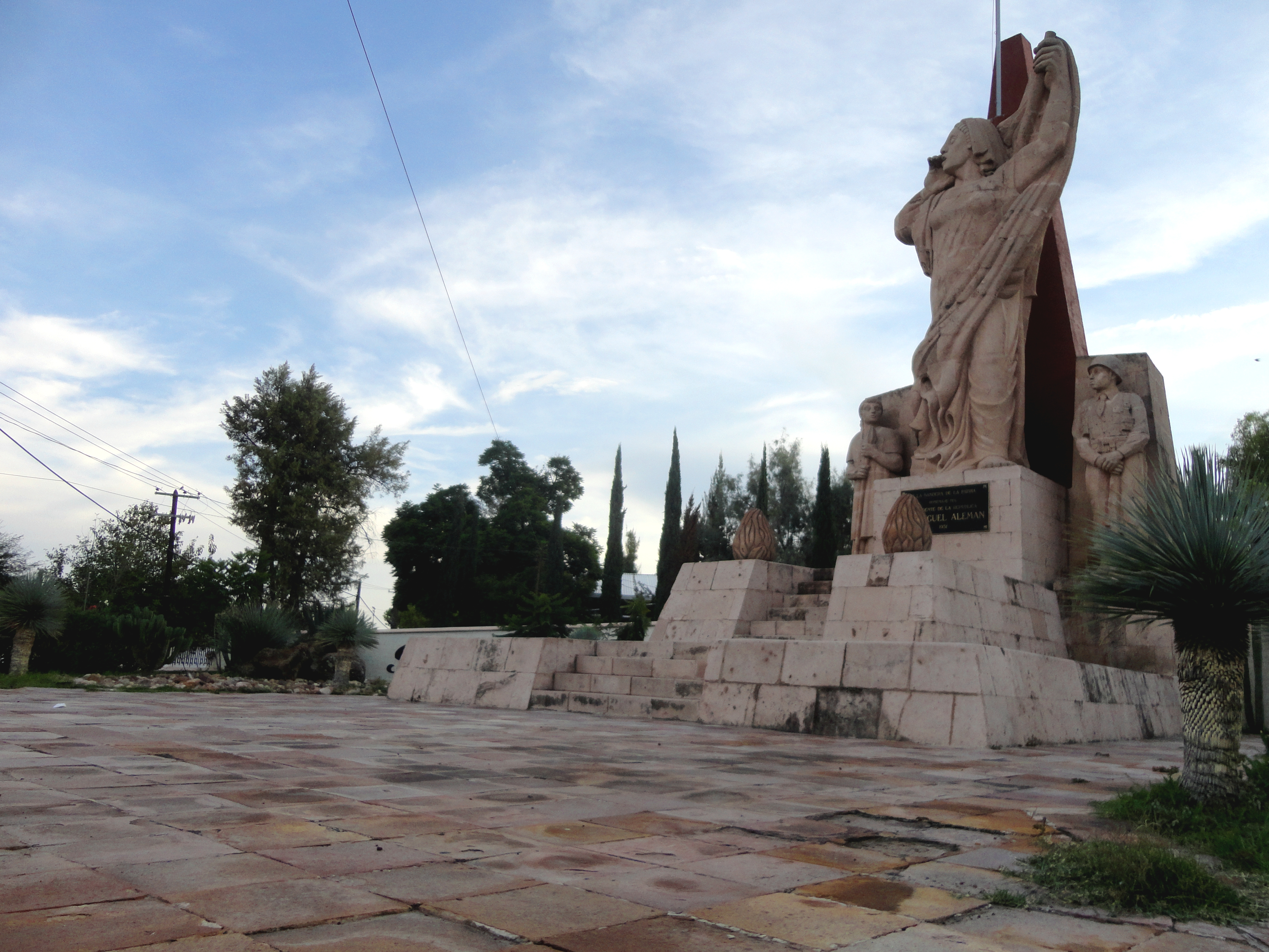
Monumento a la Bandera Nacional
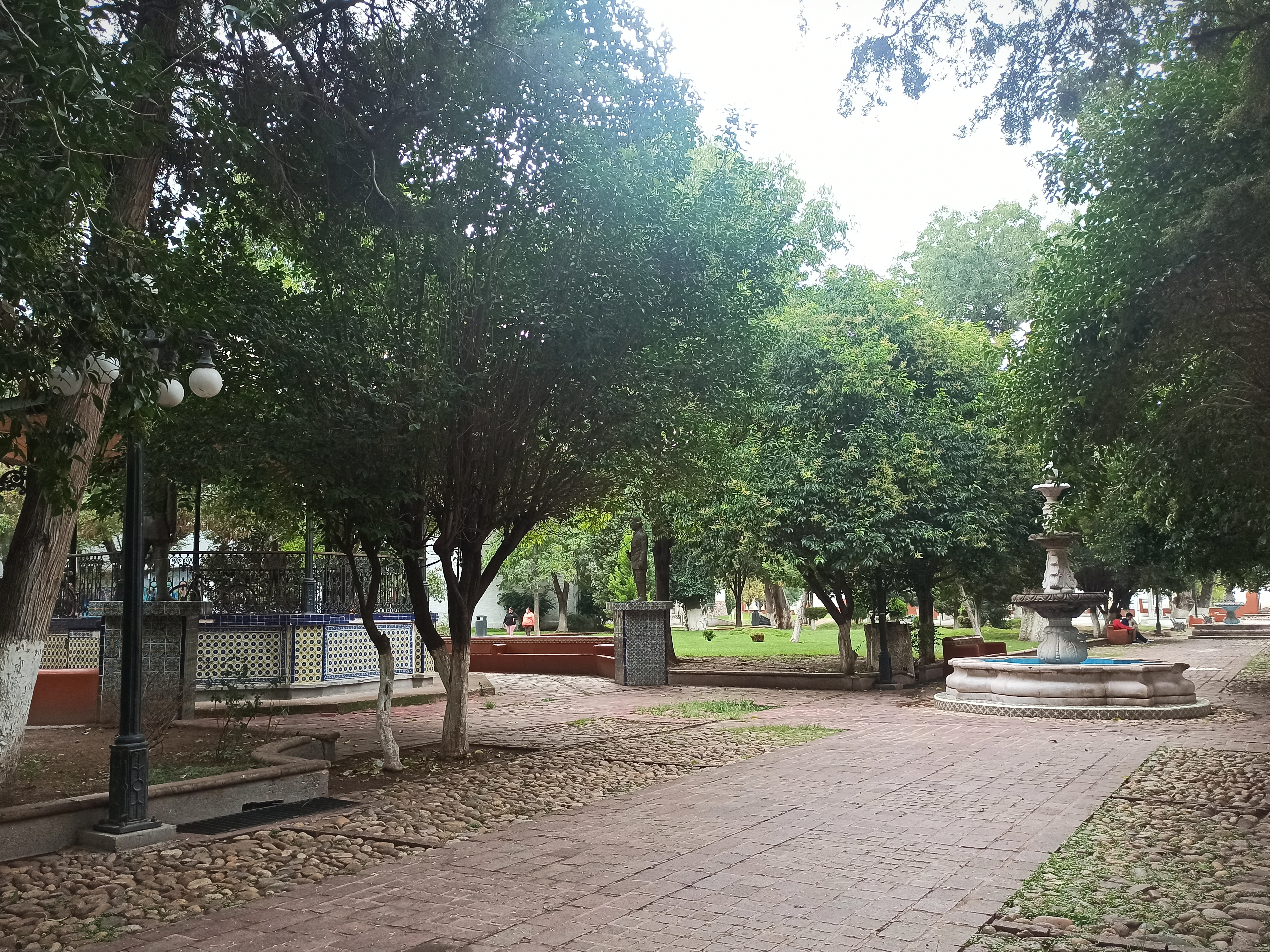
La Alameda
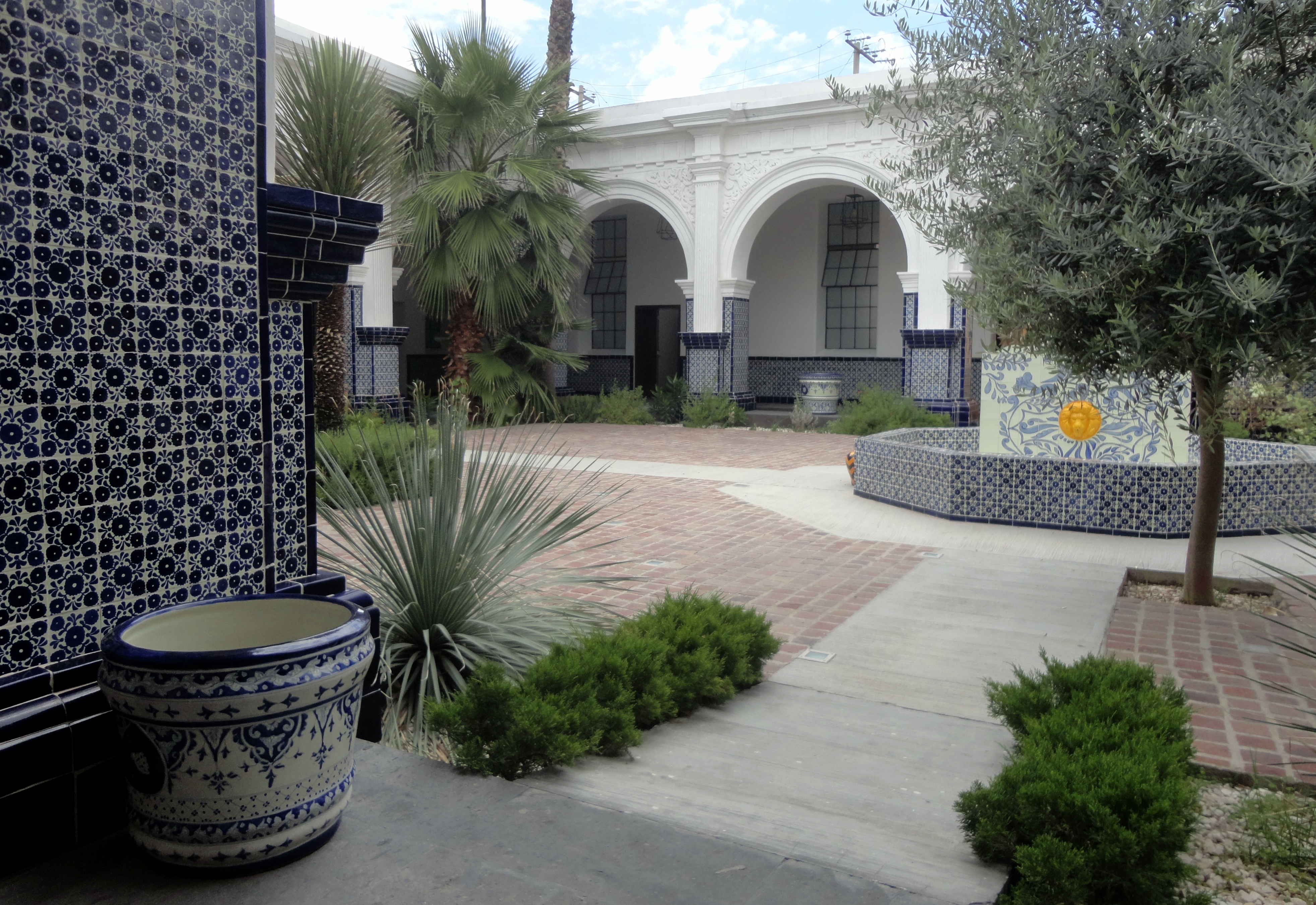
Museo del vino (antiguo hospital)

### Religioso
- Parroquia de Nuestra Señora de la Asunción: su construcción inició en 1875 y presenta un estilo ecléctico, con una portada neoclásica y una gran torre de estilo gótico. Fue diseñada por Zeferino Gutiérrez, con trabajos de cantería de Celso Flores y albañilería por Mauricio Luna y Francisco Hernández. En su interior se aprecian cinco pinturas al fresco, ejecutadas por Pedro Ramírez, que representa La Encarnación, La Anunciación, El Nacimiento, La Presentación de Jesús en el Templo y Jesús entre los Doctores.[55]
- Parroquia de Nuestra Señora de los Dolores: principal templo católico y símbolo de la ciudad. En el atrio de esta parroquia el cura Miguel Hidalgo dio el Grito de Dolores, evento que da inicio a la Guerra de Independencia de México.[62][63]
- Templo de la Tercera Orden: pequeño templo de estilo barroco, data de 1755 siendo de las construcciones más antiguas de la ciudad. Constituido por tres naves, se aprecia en el altar principal la imagen de la Virgen de la Purísima que fue venerada por Félix María Calleja, al colocar su bastón de mando como un acto de piedad.[64]
- Templo del Señor de El Llanito: ubicado en la localidad de El Llanito, al sur de la ciudad, es una capilla virreinal terminada en 1779 para venerar al Señor San Salvador Consuelo de los Afligidos, cristo donado en 1559 por el dueño de la Hacienda de la Erre. Fue el eje evangelizador en la región.[65]
- Templo de Jesús Nazareno: templo ubicado al sur del centro de la ciudad, cruzando el Puente 5 de Mayo. Se comenzó su construcción en 1852 y se finalizó el 5 de mayo de 1884.

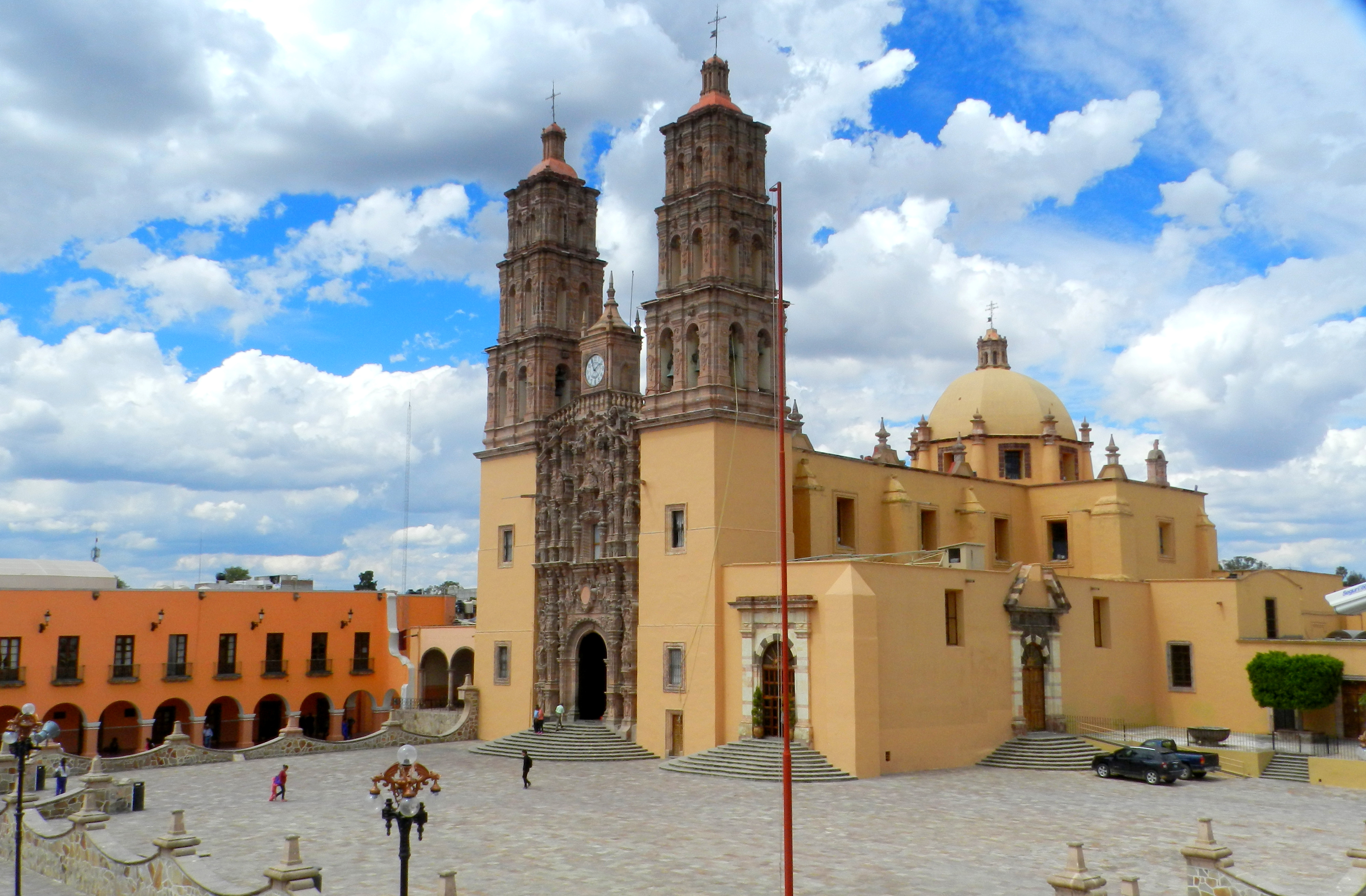
Parroquia de Nuestra Señora de los Dolores
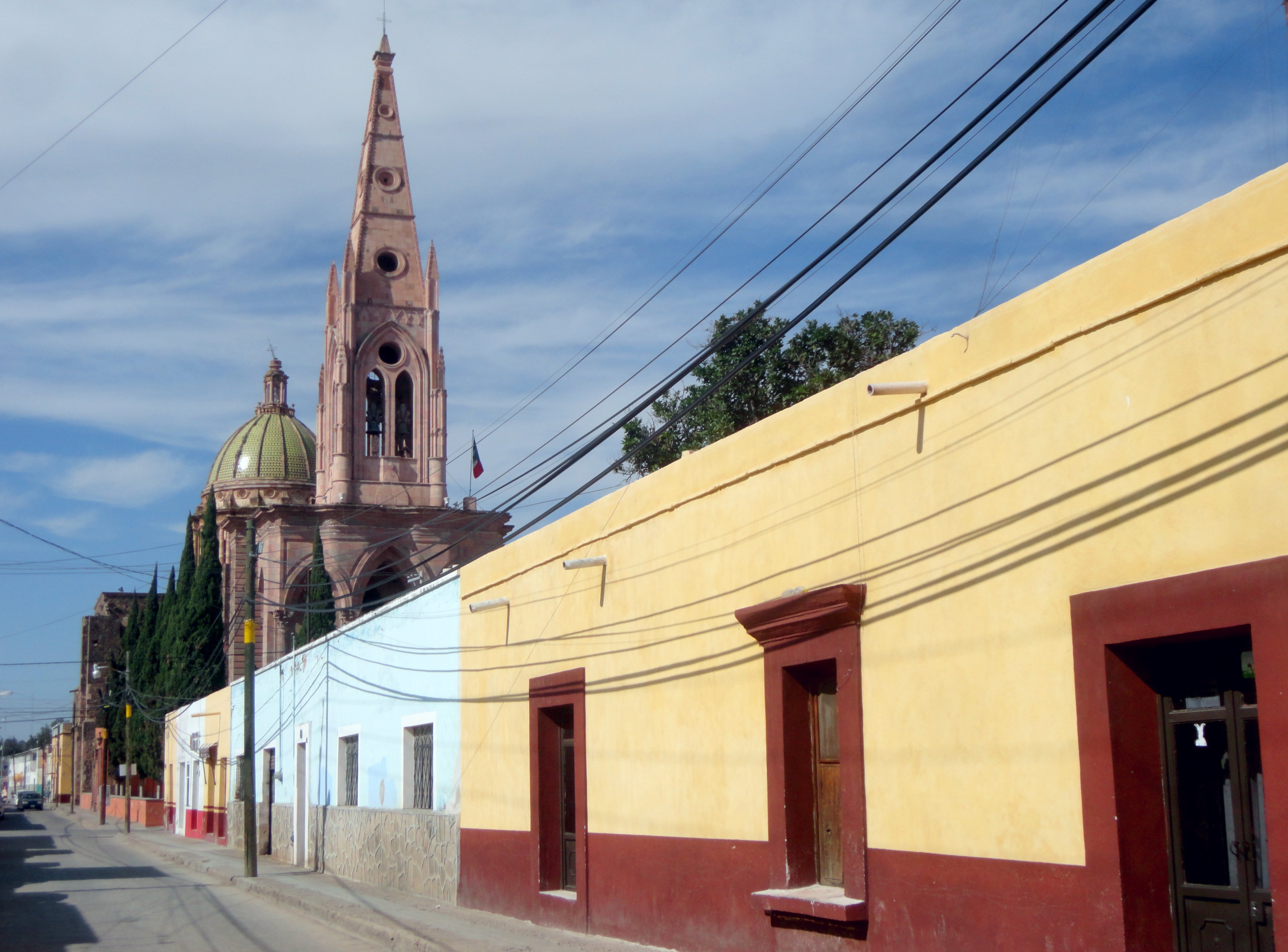
Parroquia de la Asunción
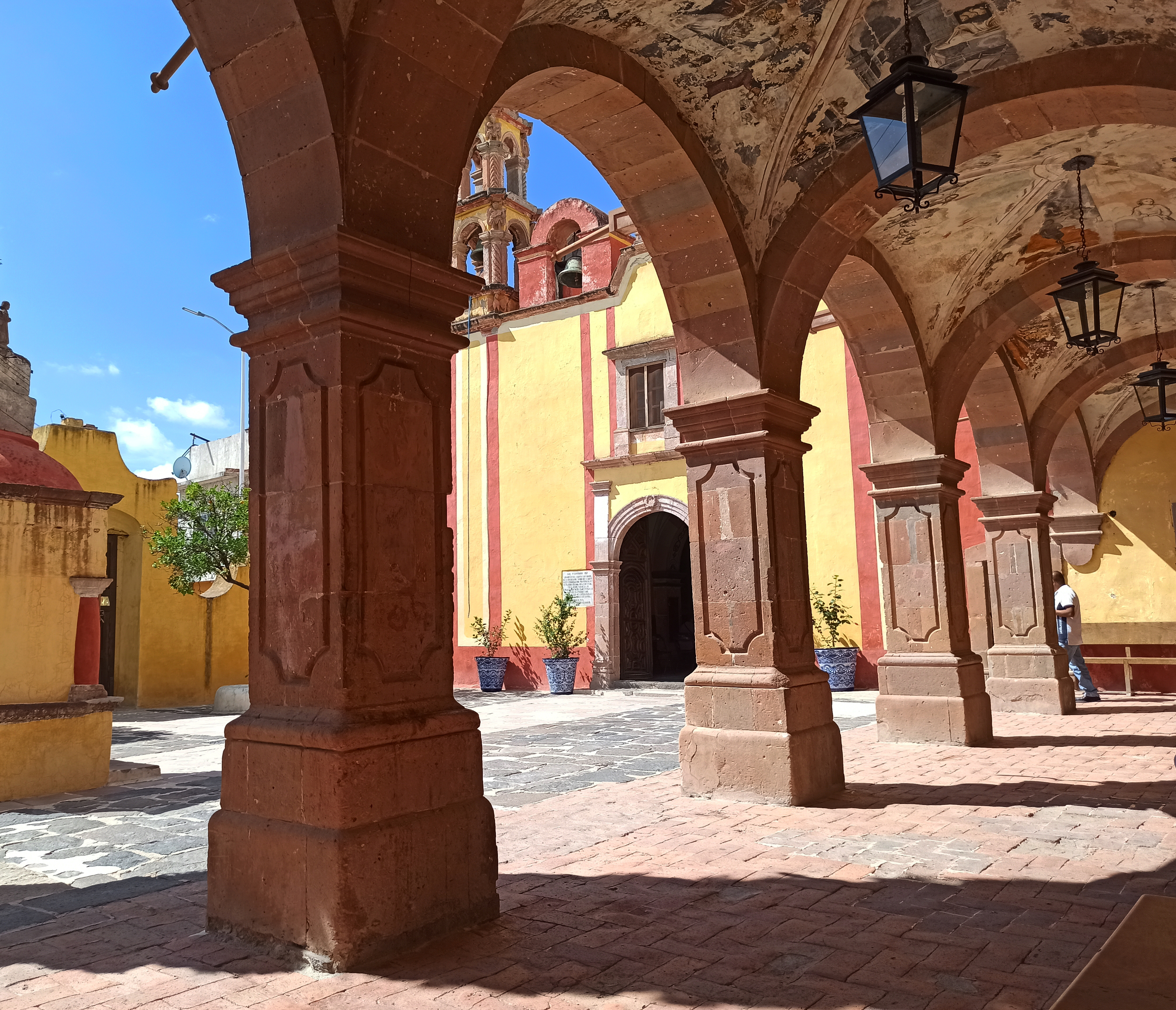
Santuario del Señor de El Llanito
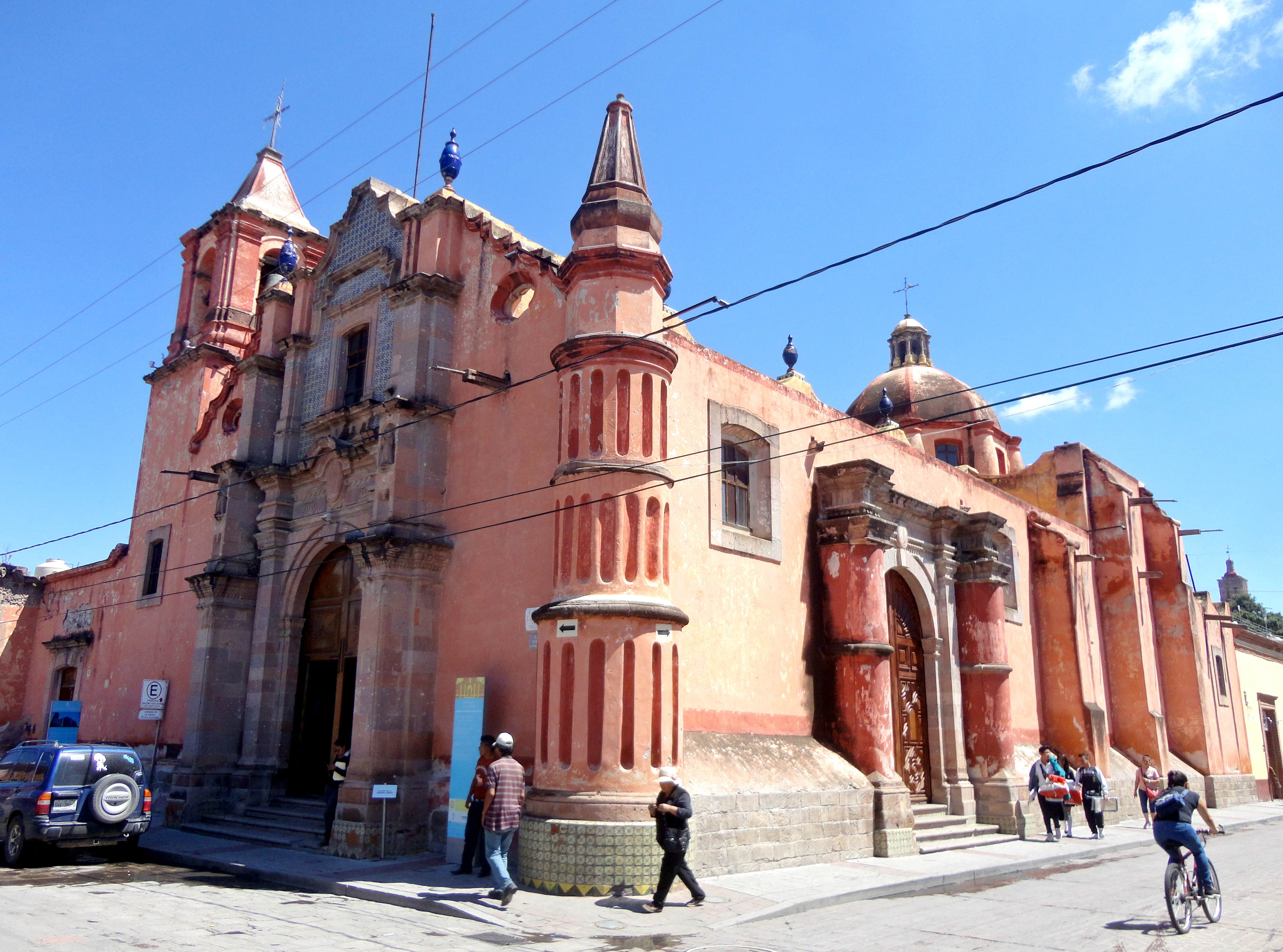
Templo de la Tercera Orden
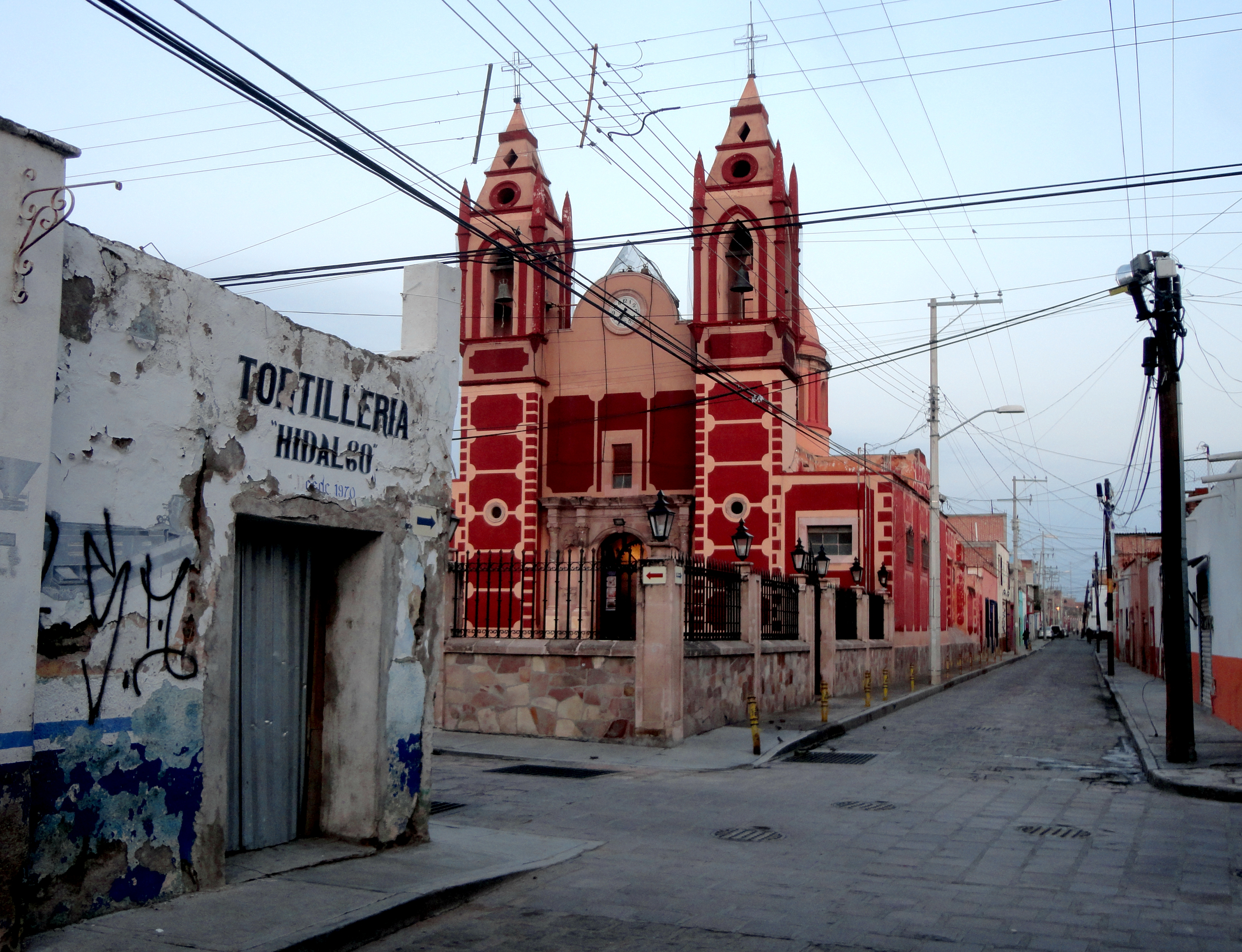
Templo de Jesús Nazareno
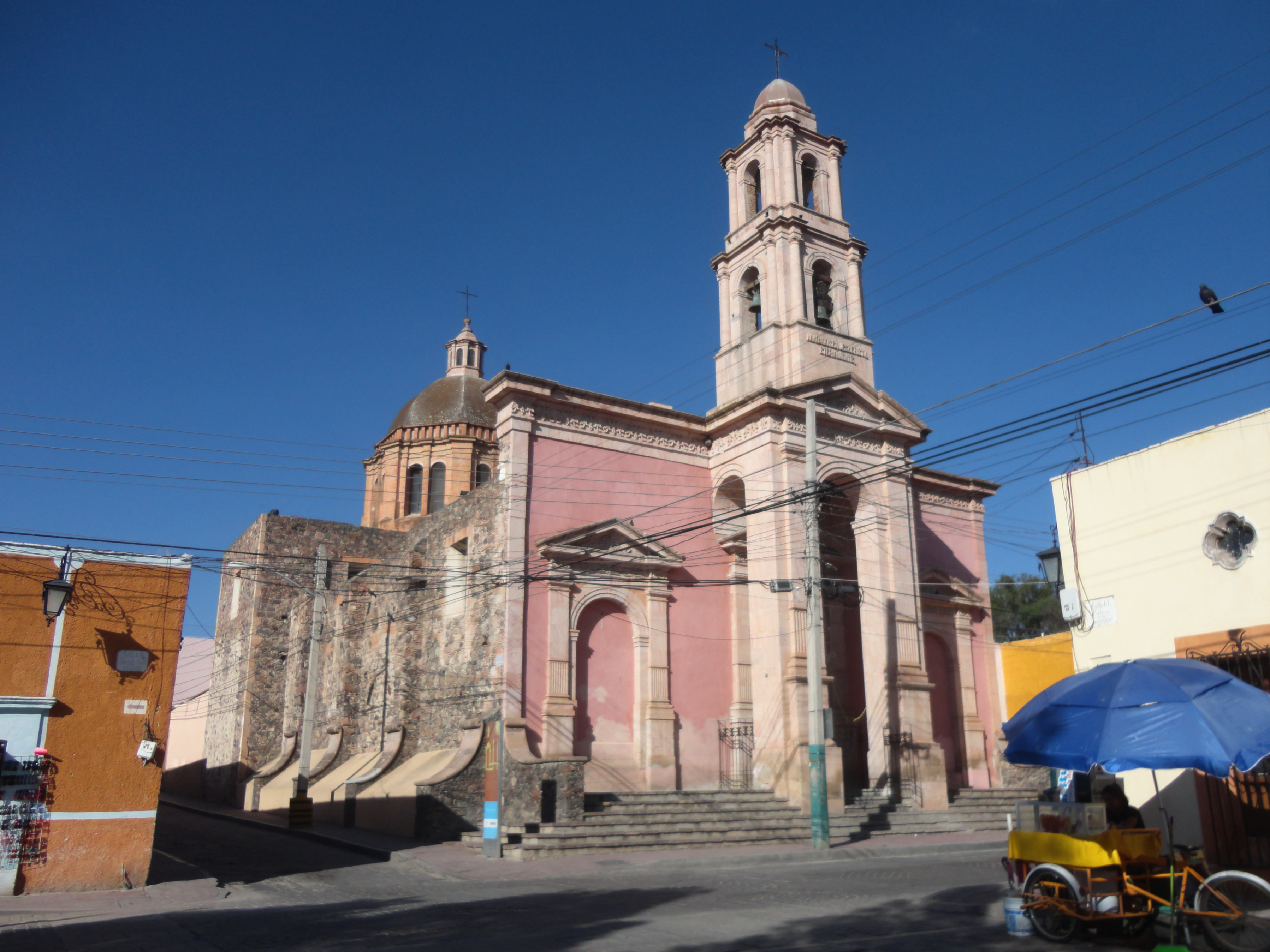
Templo del Señor del Calvario
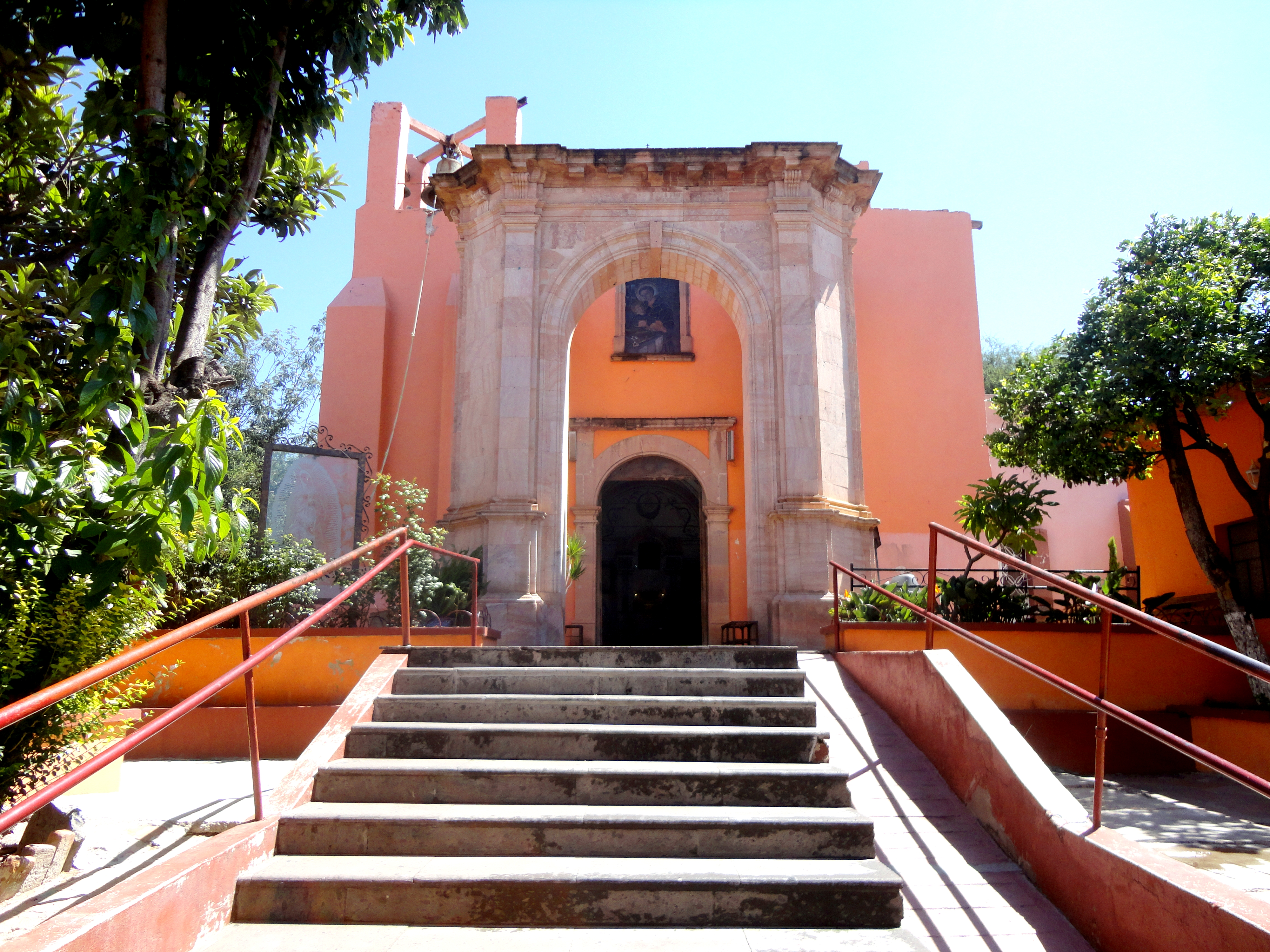
Templo del Perpetuo Socorro
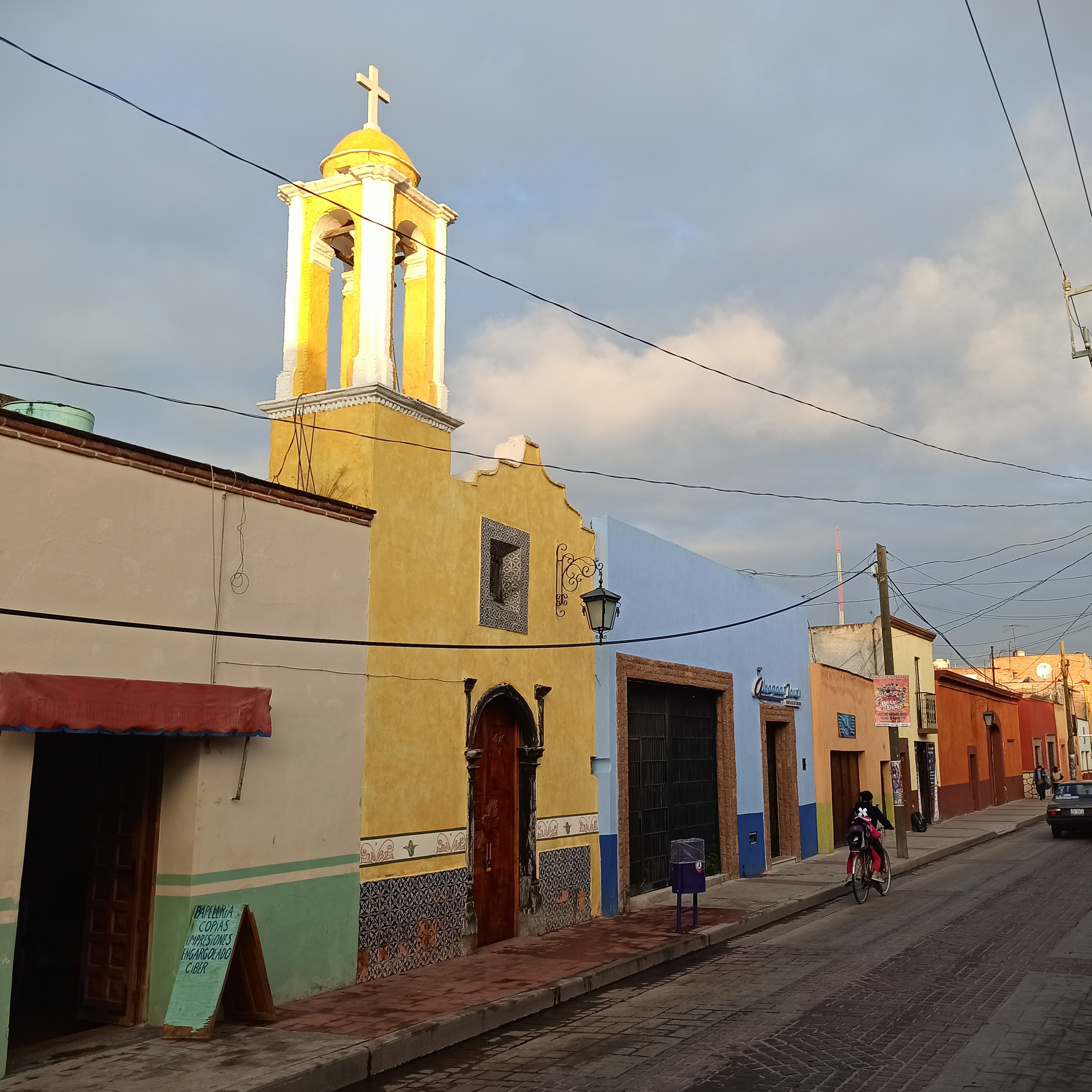
Capilla de El Hospitalito
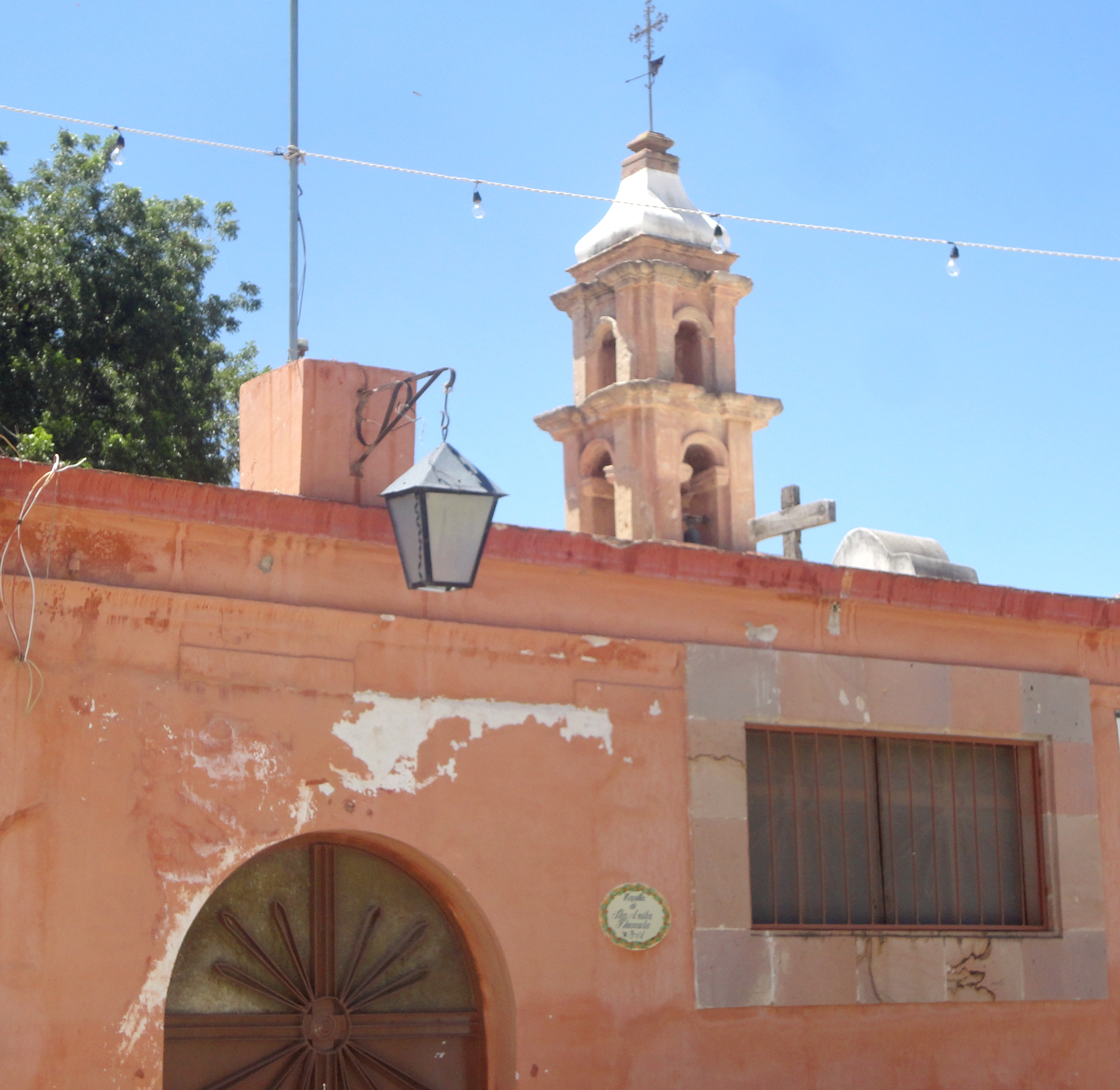
Capilla de Santa Anita
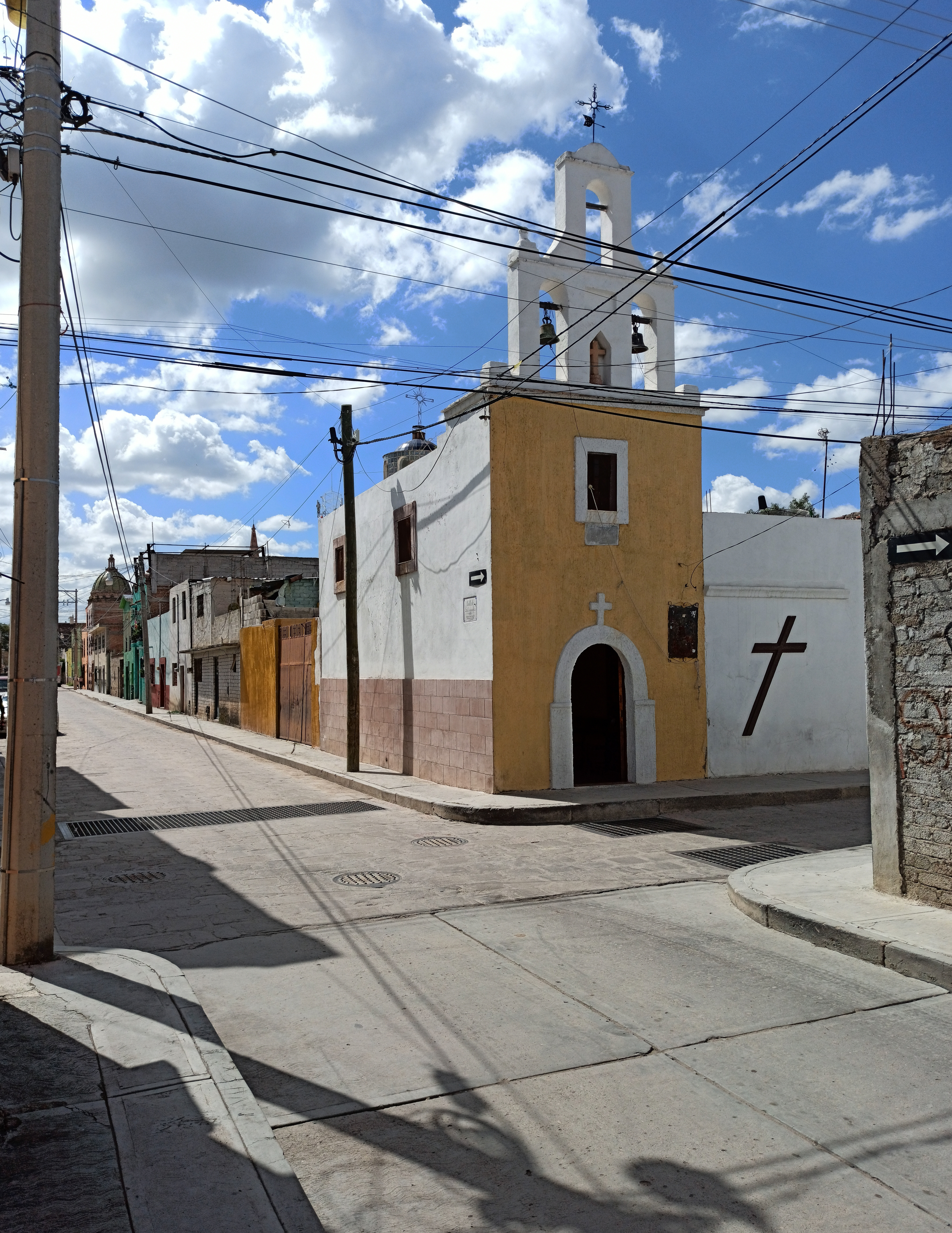
Capilla de La Crucita
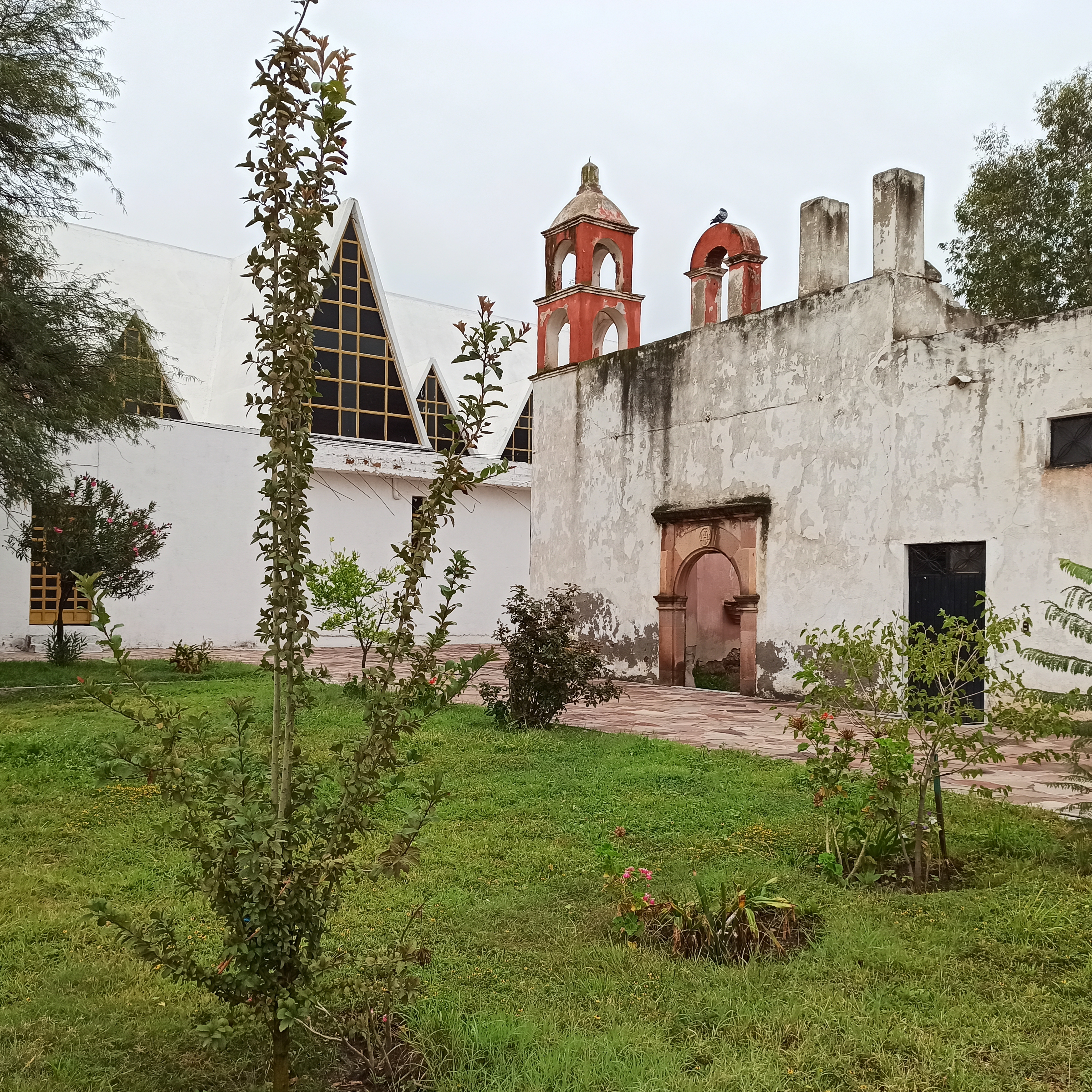
Antiguo Templo del Señor de la Salud

## Personas destacadas
- Adolfo Bautista: futbolista profesional.
- Álvaro de Ocio y Ocampo: considerado como el fundador de la ciudad.
- Dolores Padierna Luna: política, fundadora del Partido de la Revolución Democrática (PRD). Senadora de la República.
- Esperanza Zambrano: poetisa, distinguida con las Palmas Académicas de Francia.
- Gilberto M. Navarro: militar y político. Diputado del Congreso Constituyente de 1917.
- José Alfredo Jiménez: cantautor de música ranchera.
- José Gerardo Uribe Aguayo: artista Pintor con los pies, reconocido en distintos países por sus obras. En 1986 fue distinguido con el Premio Nacional de la Juventud en la residencia oficial de Los Pinos.Obtuvo el primer lugar en el concurso nacional “Los jóvenes opinan 1995”.
- José Trinidad Rangel: beato de la Iglesia Católica.
- Murciélago Velázquez: luchador profesional y actor de cine.
- Leonel Manzano: atleta de media distancia de pista y campo mexicano-estadounidense que se especializa en 1500 metros; medallista de plata en los Juegos Olímpicos de 2012.
- Mariano Abasolo: insurgente y héroe de la independencia.
- Pachuco López: futbolista profesional del Club León.
- Rodrigo Zuriaga Pineda: General del Ejército Mexicano, participó en la Revolución mexicana y en las rebeliones delahuertista y escobarista.
- Salvador Luna Ibarra: locutor de radio, voz de la estación "El Fonógrafo".
- Virginia Soto Rodríguez: primera mujer electa y segunda mujer en desempeñar el cargo de presidenta municipal en México.[66]

## Ciudades hermanas
- Hidalgo, Estados Unidos[67]
- Mazatlán, México[68]
- Talavera de la Reina, España[69]
- Uriangato, México[68]